# Manduca
Manduca é um gênero de mariposas.

## Espécies
- M. afflicta - (Grote 1865)
- M. albiplaga - (Walker 1856)
- M. albolineata - (Gehlen 1935)
- M. andicola - (Rothschild & Jordan 1916)
- M. armatipes - (Rothschild & Jordan 1916)
- M. aztecus - (Mooser 1942)
- M. barnesi - (Clark 1919)
- M. bergarmatipes - (Clark 1927)
- M. bergi - (Rothschild & Jordan 1903)
- M. blackburni - (Butler 1880)
- M. boliviana - (Clark 1923)
- M. brasilensis - (Jordan 1911)
- M. brontes - (Drury 1773)
- M. brunalba - (Clark 1929)
- M. camposi - (Schaus 1932)
- M. caribbeus - (Cary 1952)
- M. chinchilla - (Gehlen 1942)
- M. clarki - (Rothschild & Jordan 1916)
- M. contracta - (Butler 1875)
- M. corallina - (Druce 1883)
- M. corumbensis - (Clark 1920)
- M. dalica - (Kirby 1877)
- M. diffissa - (Butler 1871)
- M. dilucida - (Edwards 1887)
- M. empusa - (Kernbach 1965)
- M. extrema - (Gehlen 1926)
- M. feronia - (Kernbach 1968)
- M. florestan - (Stoll 1782)
- M. fosteri - (Rothschild & Jordan 1906)
- M. franciscae - (Clark 1916)
- M. gueneei - (Clark 1932)
- M. hannibal - (Cramer 1779)
- M. huascara - (Schaus 1941)
- M. incisa - (Walker 1956)
- M. janira - (Jordan 1911)
- M. jasminearum - (Guerin-Meneville 1832)
- M. johanni - (Cary 1958)
- M. jordani - (Giacomelli 1912)
- M. kuschei - (Clark 1920)
- M. lanuginosa - (Edwards 1887)
- M. lefeburii - (Guerin-Meneville 1844)
- M. leucospila - (Rothschild & Jordan 1903)
- M. lichenea - (Burmeister 1855)
- M. lucetius - (Cramer 1780)
- M. manducoides - (Rothschild 1895)
- M. morelia - (Druce 1884)
- M. mossi - (Jordan 1911)
- M. muscosa - (Rothschild & Jordan 1903)
- M. occulta - (Rothschild & Jordan 1903)
- M. ochus - (Klug 1836)
- M. opima - (Rothschild and Jordan 1916)
- M. pellenia - (Herrich-Schaffer 1854)
- M. prestoni - (Gehlen 1926)
- M. quinquemaculatus - (Haworth 1803)
- M. reducta - (Gehlen 1930)
- M. rustica - (Fabricius 1775)
- M. schausi - (Clark 1919)
- M. scutata - (Rothschild & Jordan 1903)
- M. sesquiplex - (Boisduval 1870)
- M. sexta - (Linnaeus 1763)
- M. stuarti - (Rothschild 1896)
- M. trimacula - (Rothschild & Jordan 1903)
- M. tucumana - (Rothschild & Jordan 1903)
- M. undata - (Rothschild & Jordan 1903)
- M. vestalis - (Jordan 1917)
- M. violaalba - (Clark 1922)
- M. wellingi - Brou 1984

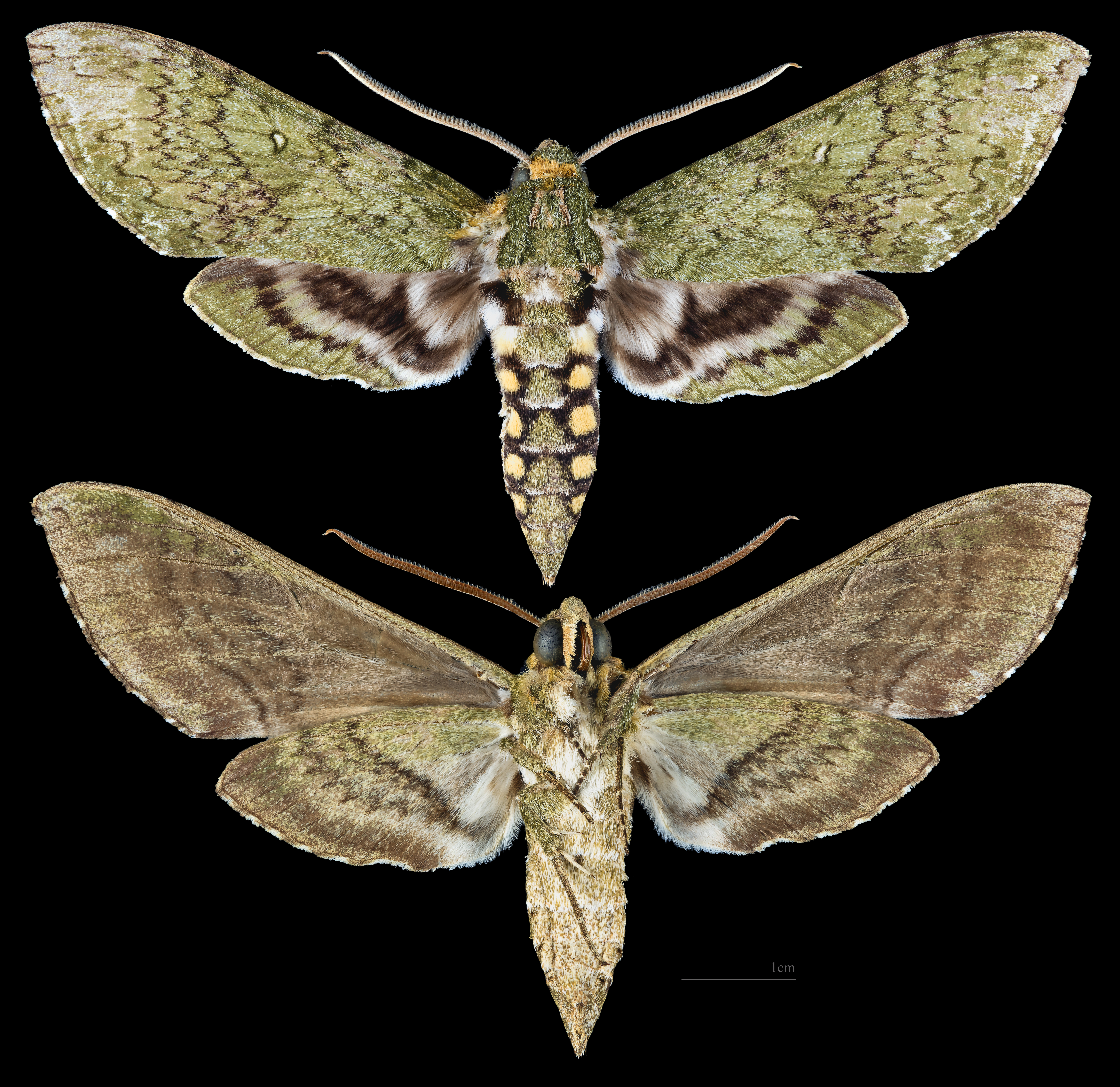
Manduca afflicta
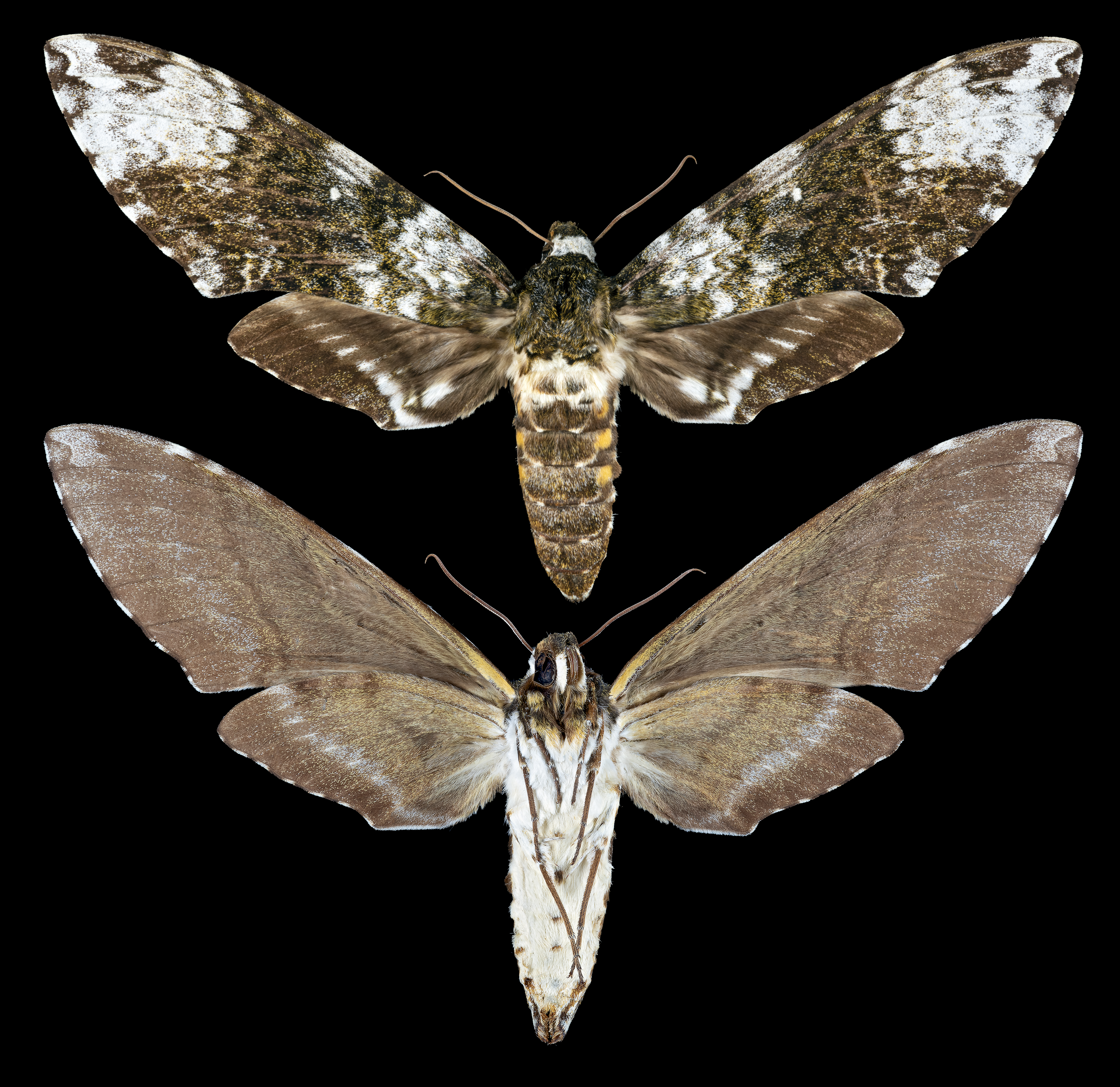
Manduca albiplaga
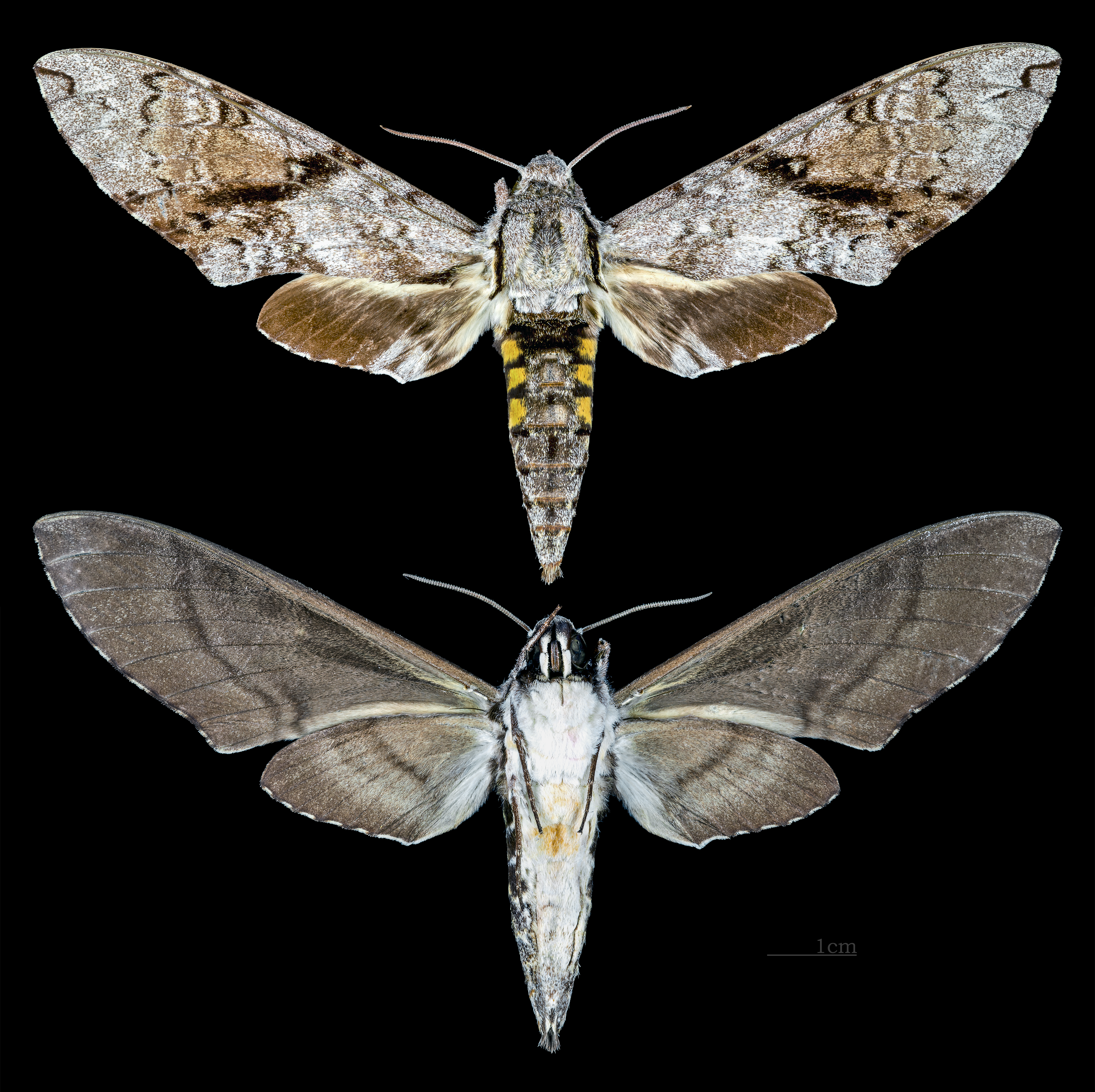
Manduca  andicola
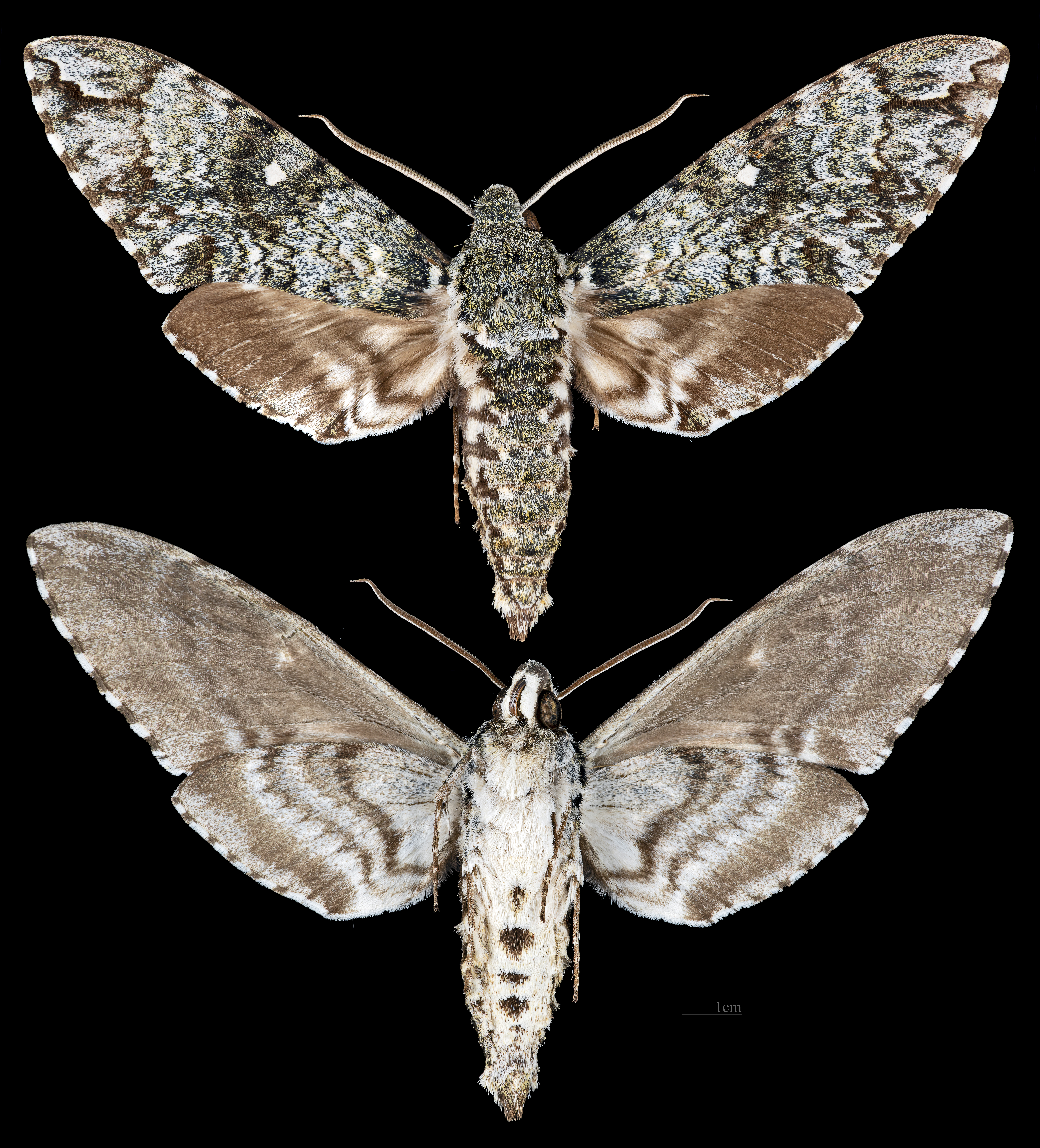
Manduca armatipes
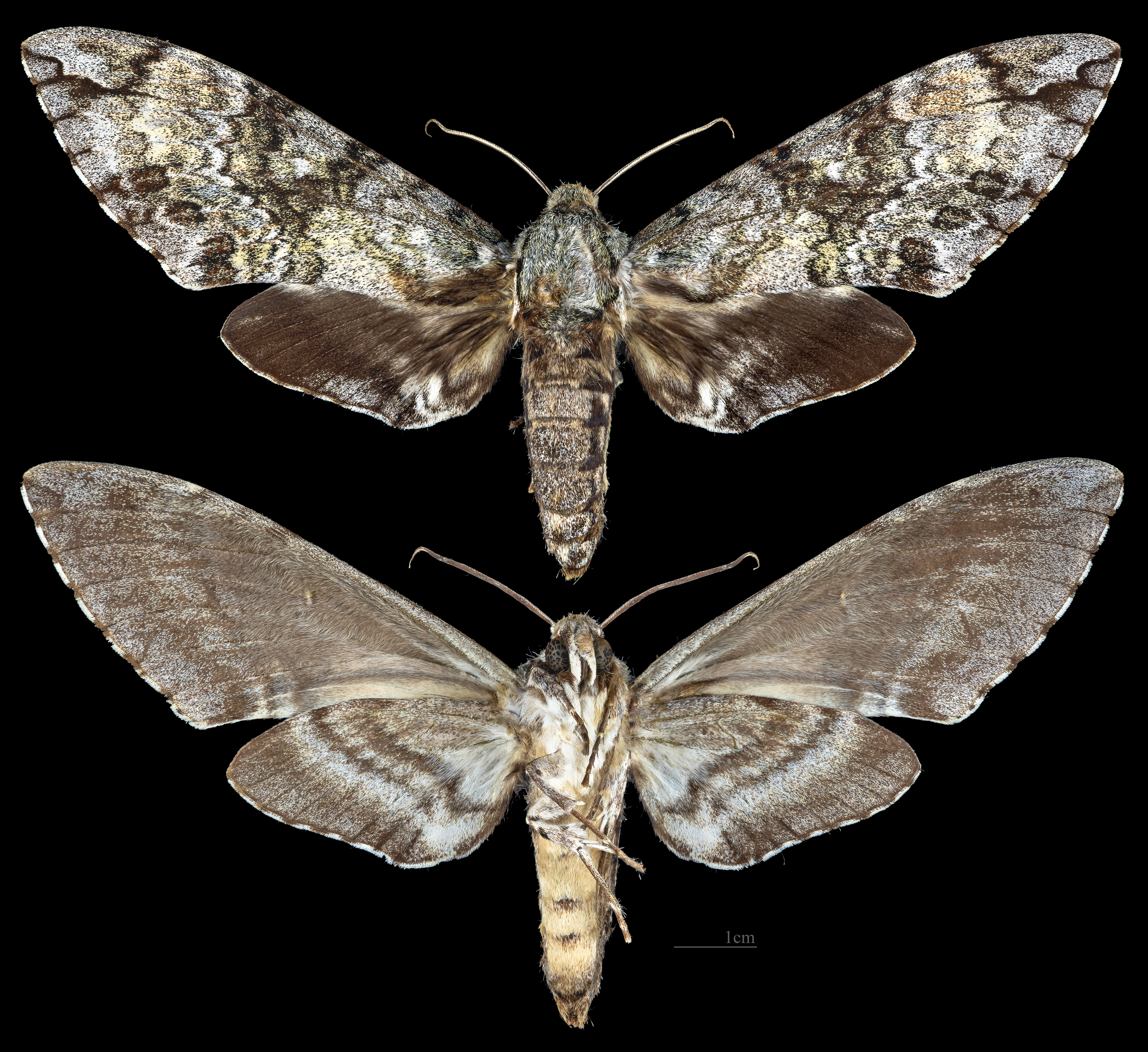
Manduca barnesi
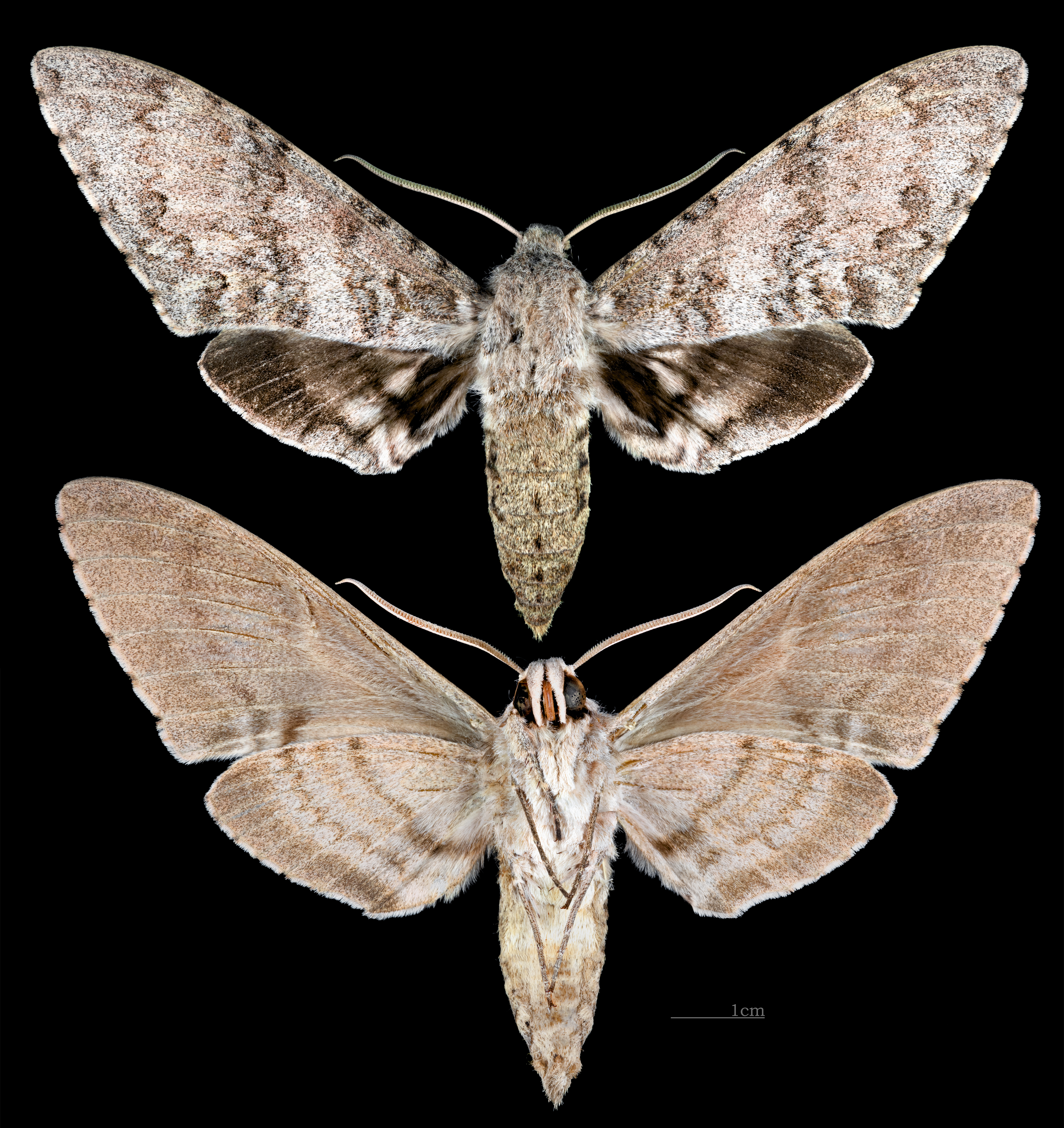
Manduca bergi
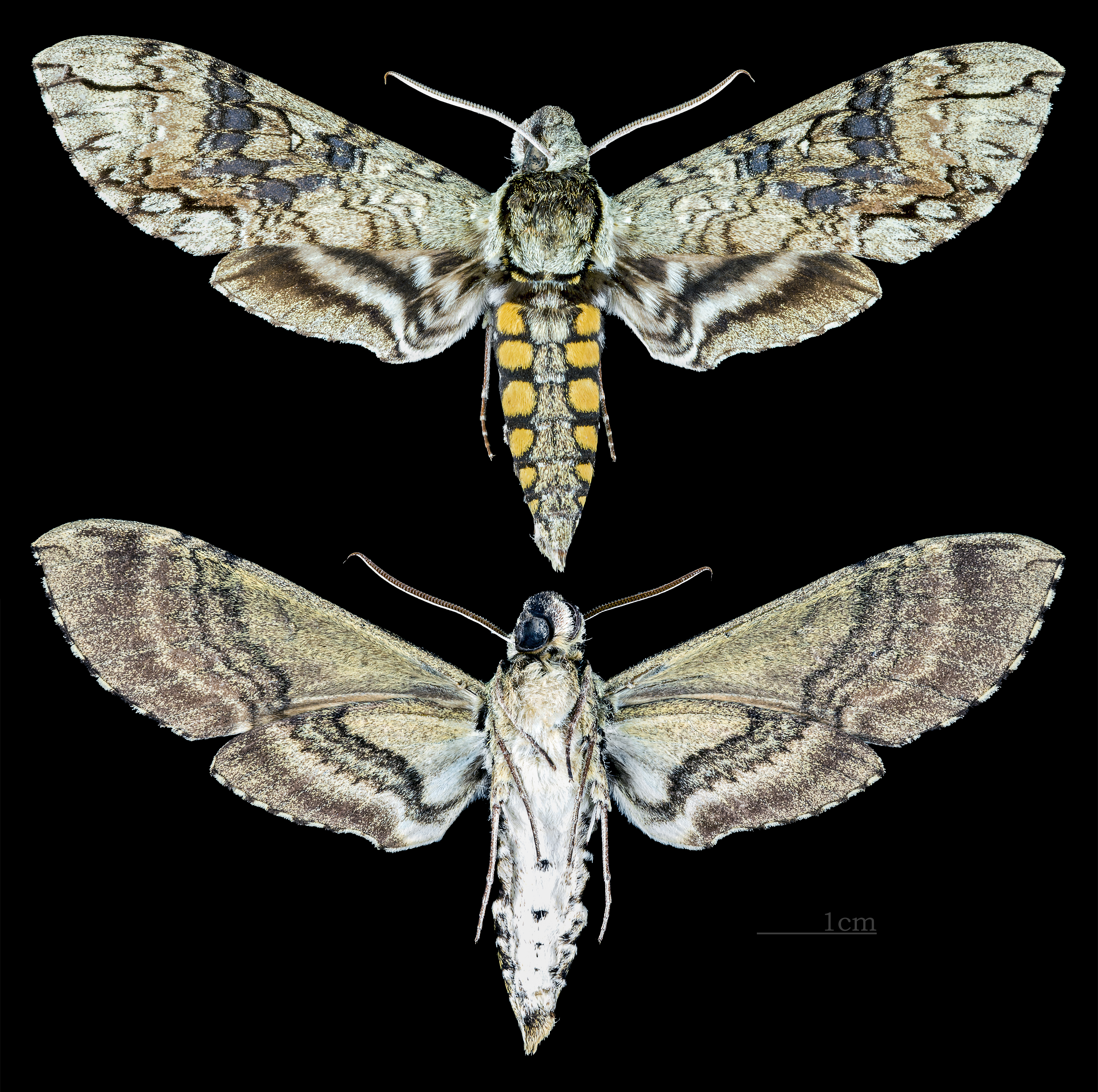
Manduca boliviana
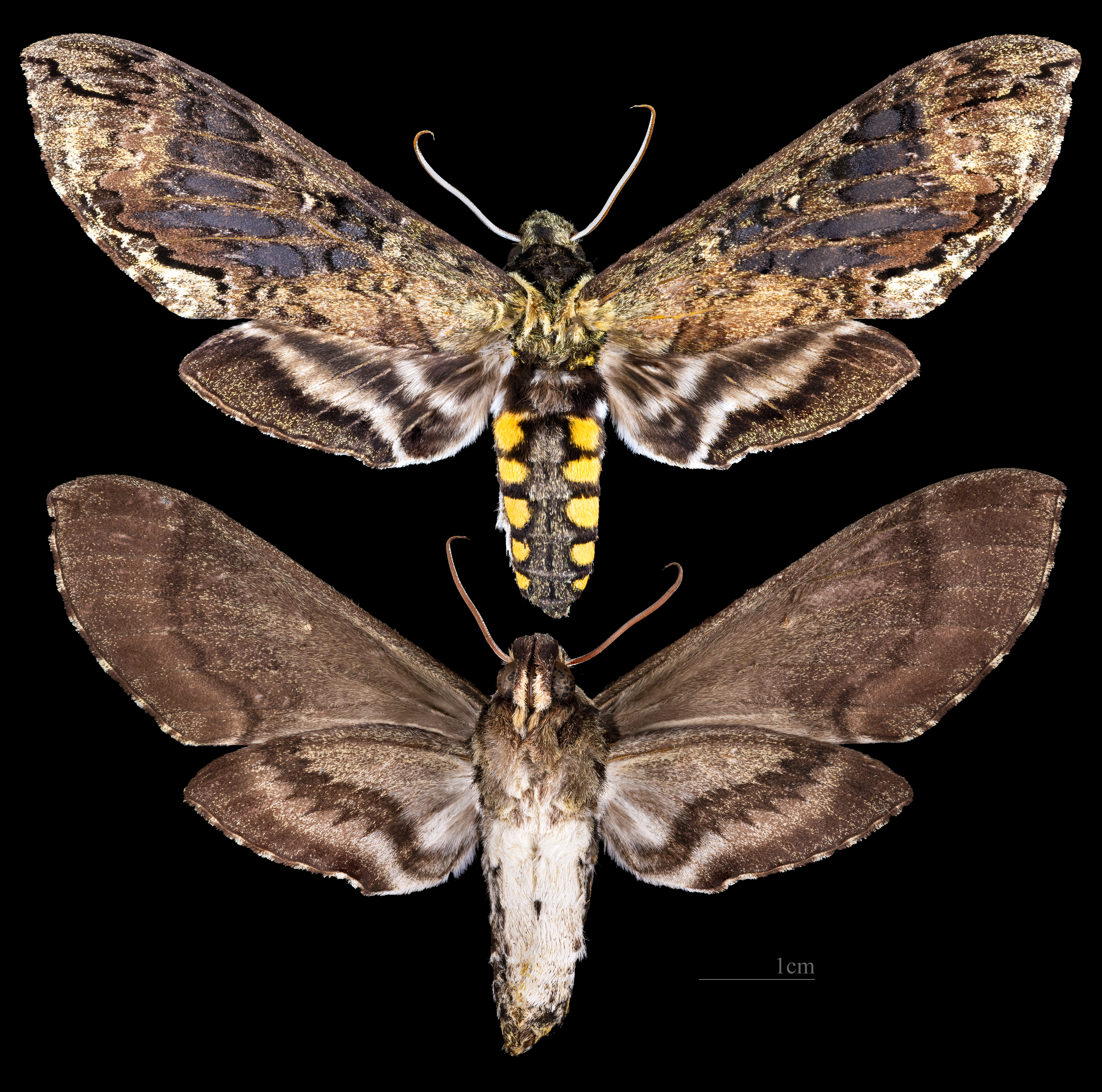
Manduca brasiliensis
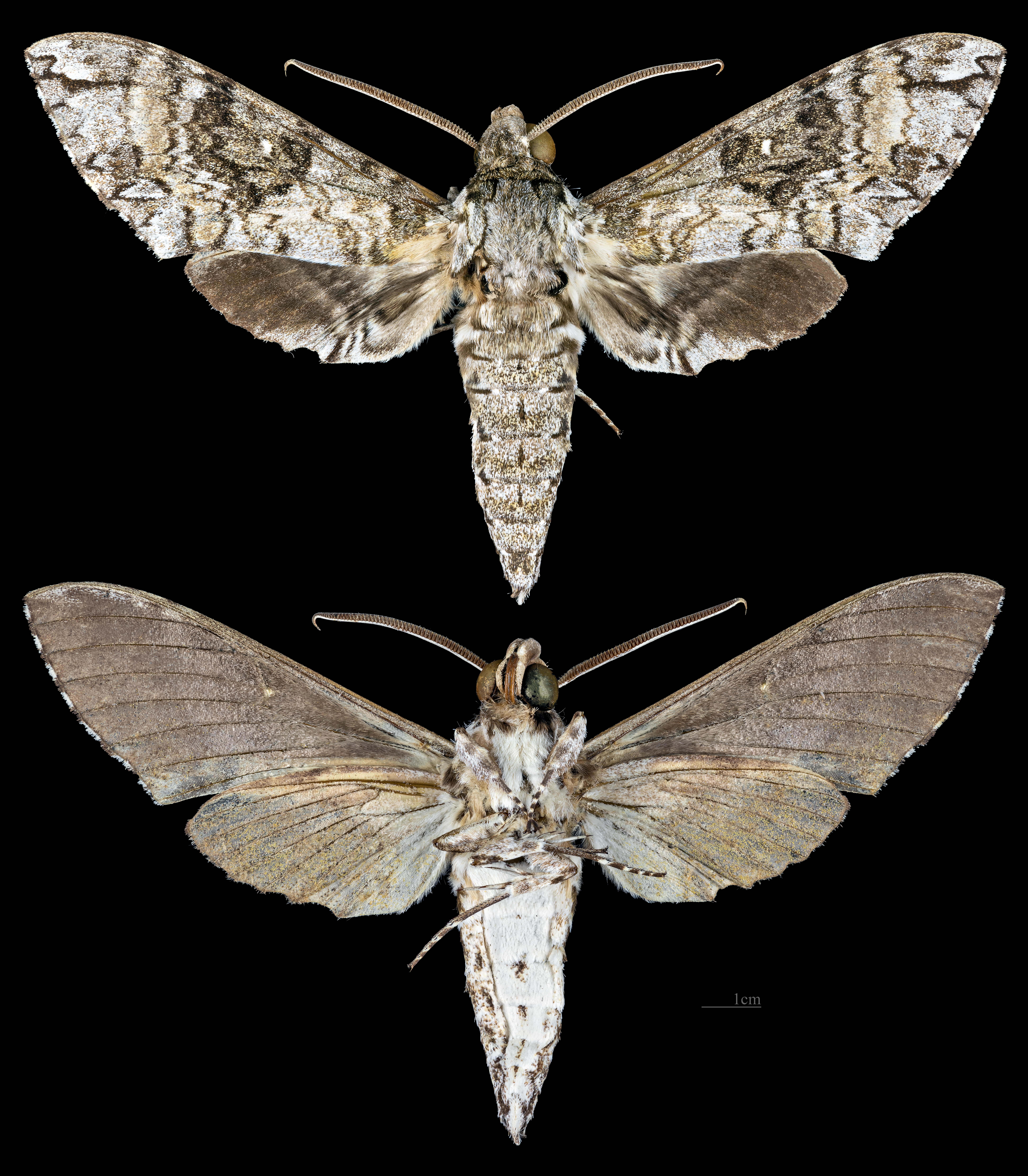
Manduca brontes
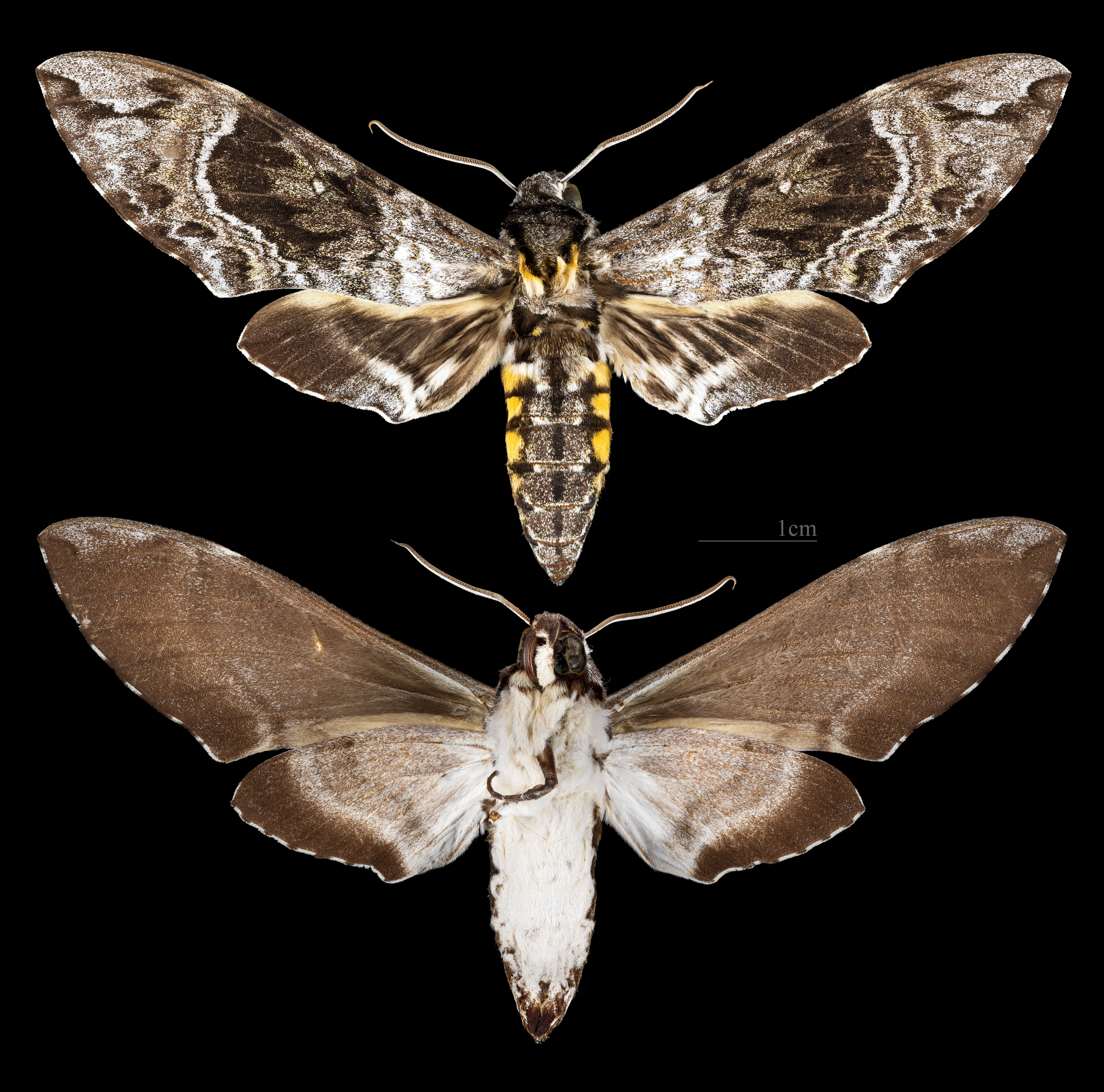
Manduca brunalba
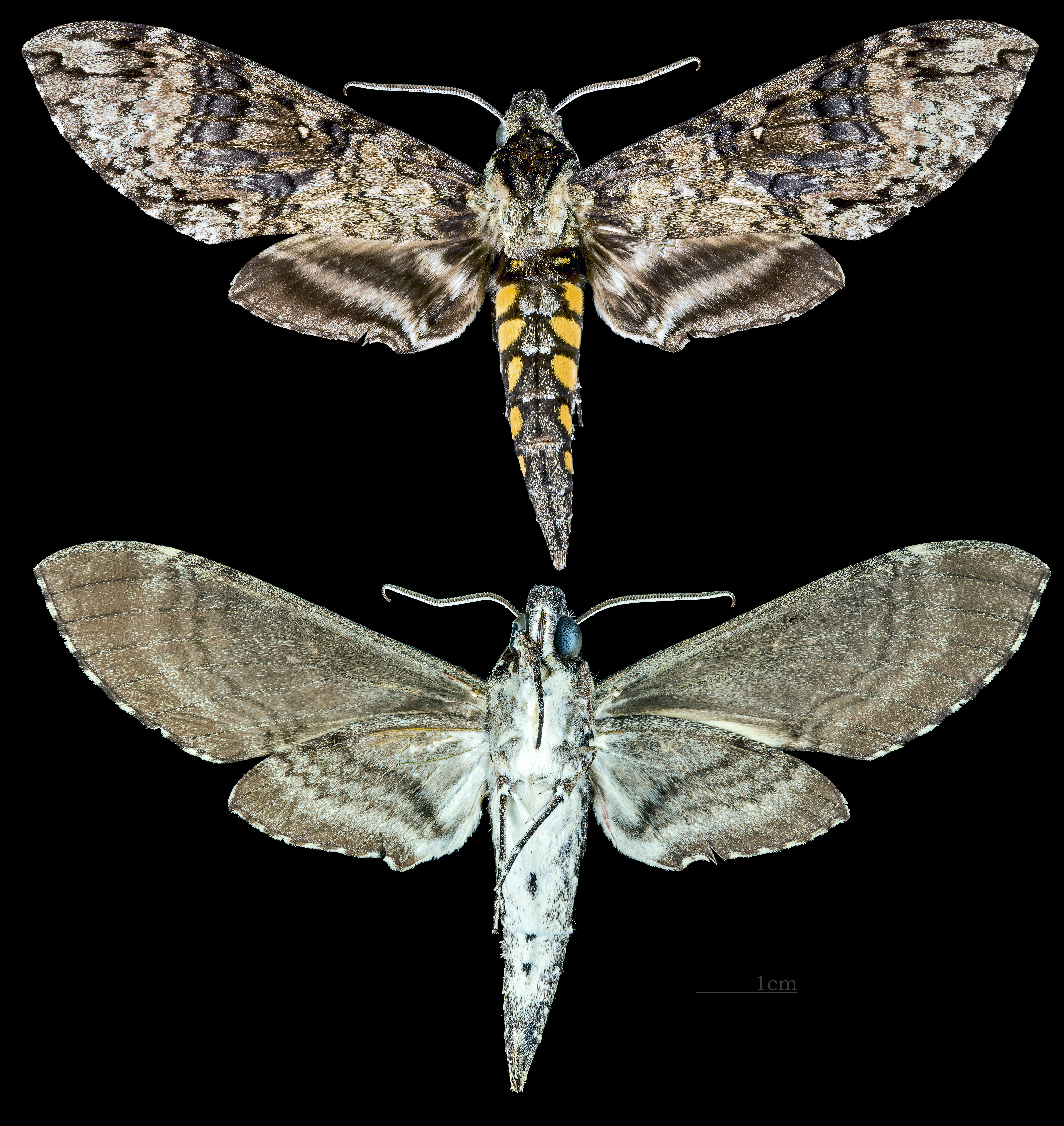
Manduca clarki
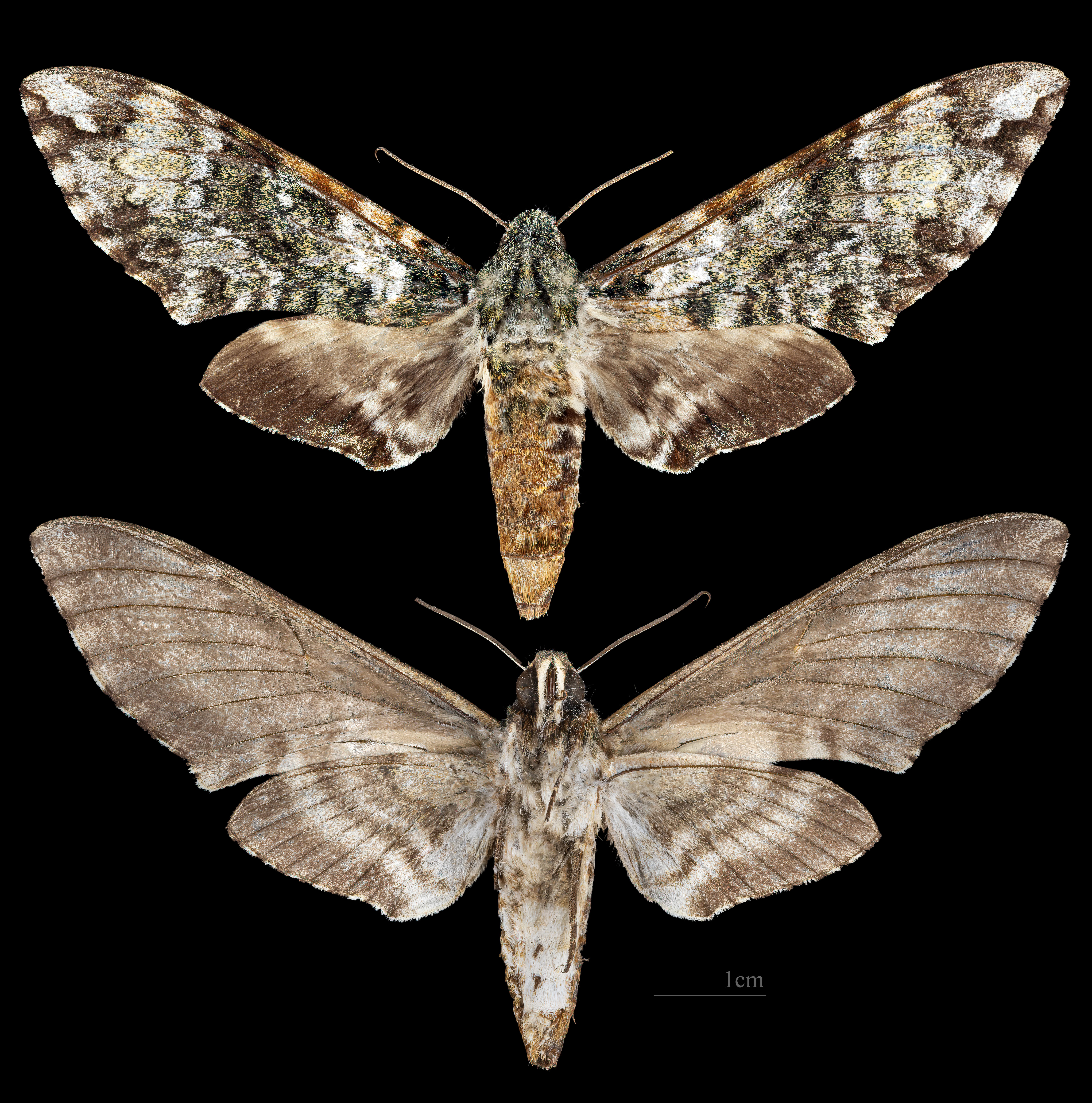
Manduca corallina
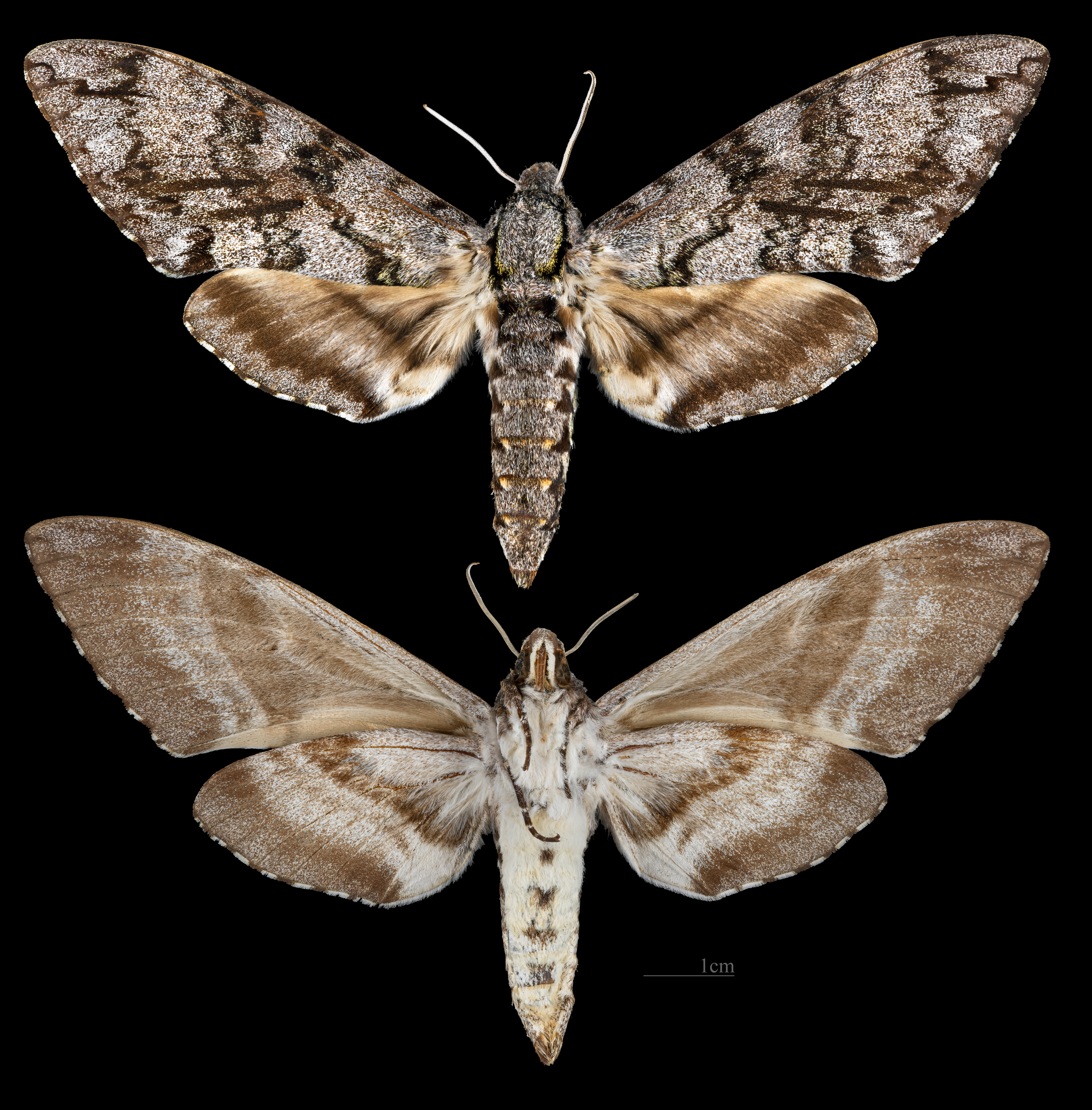
Manduca corumbensis
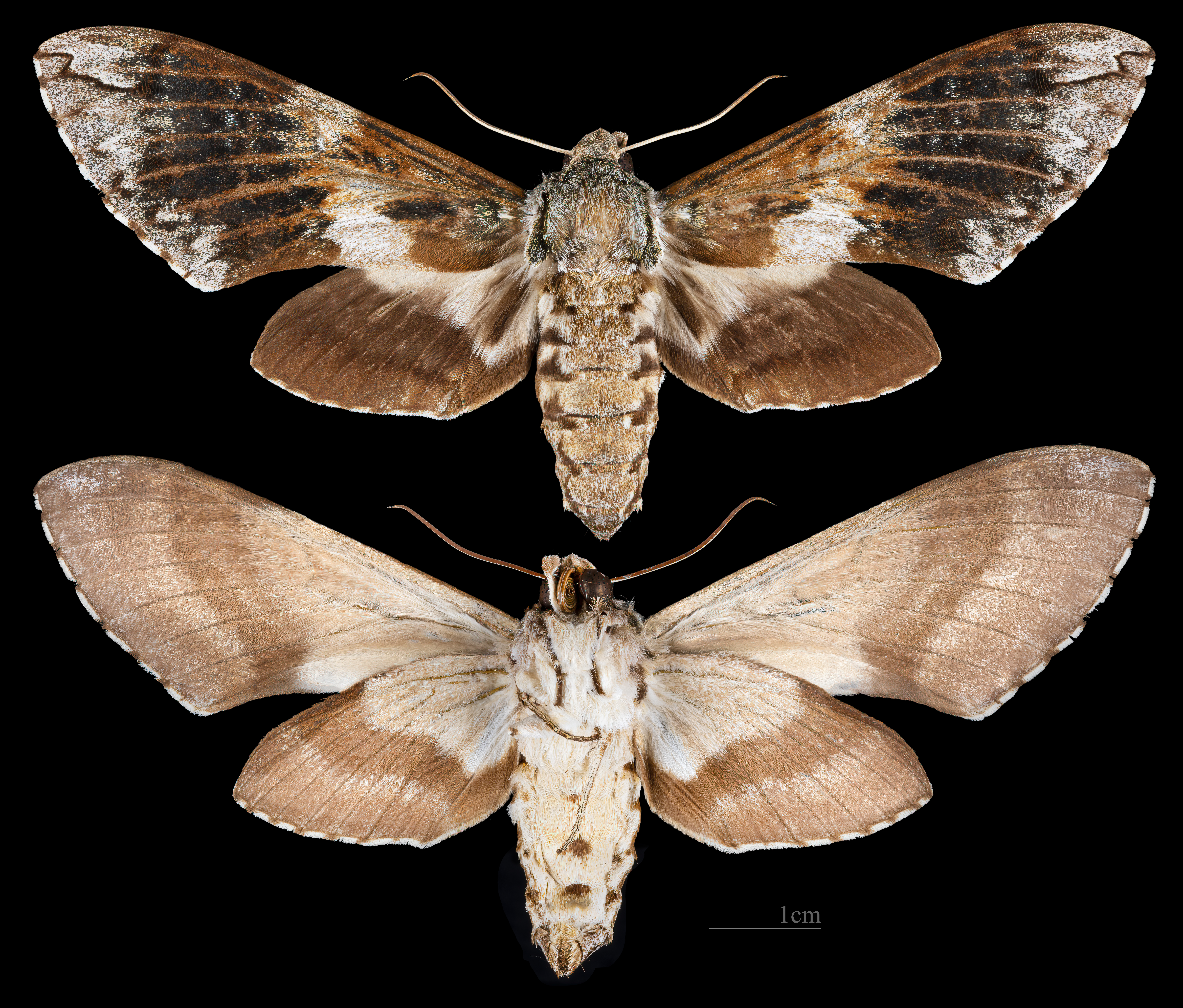
Manduca crocala
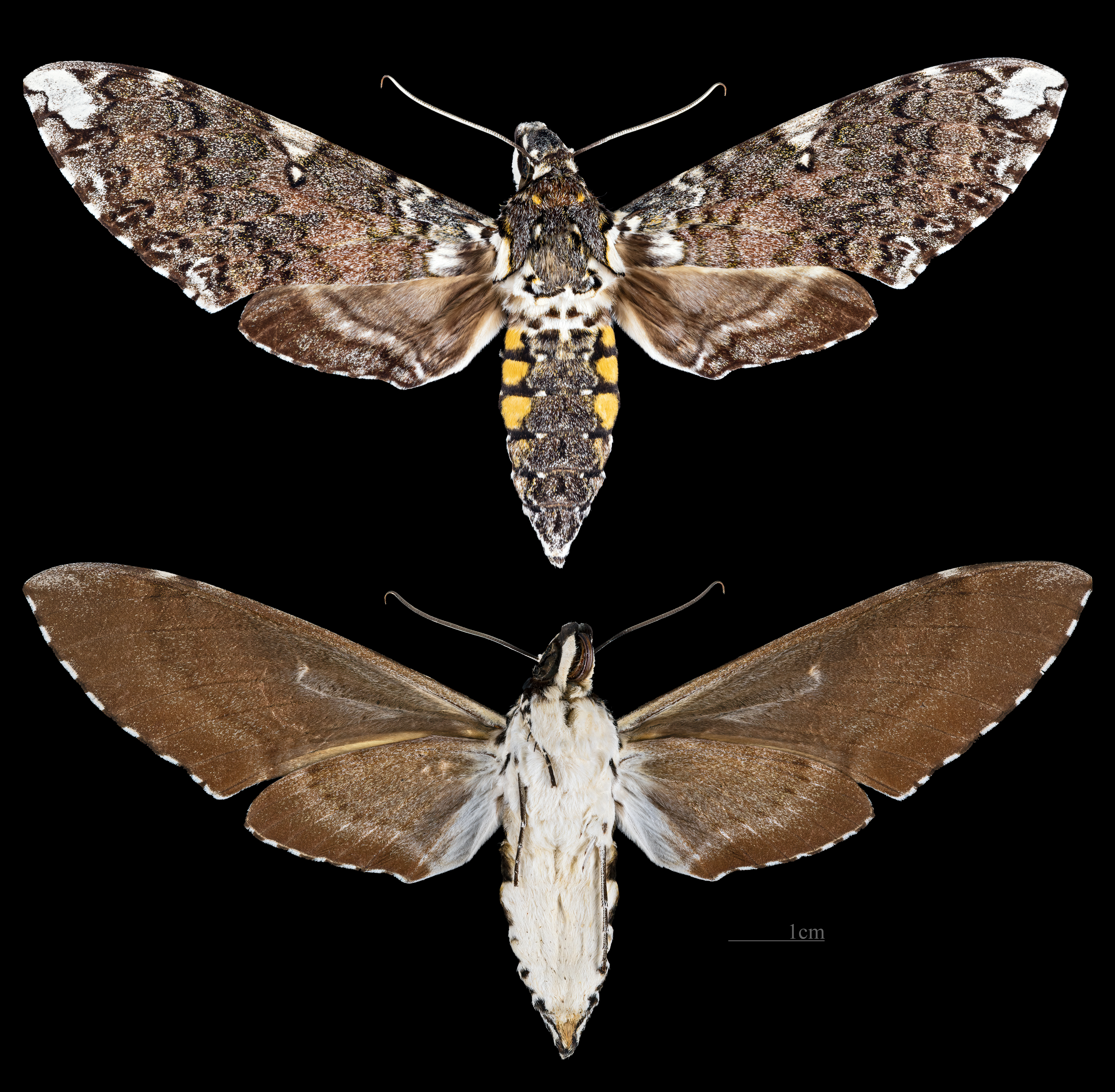
Manduca dalica
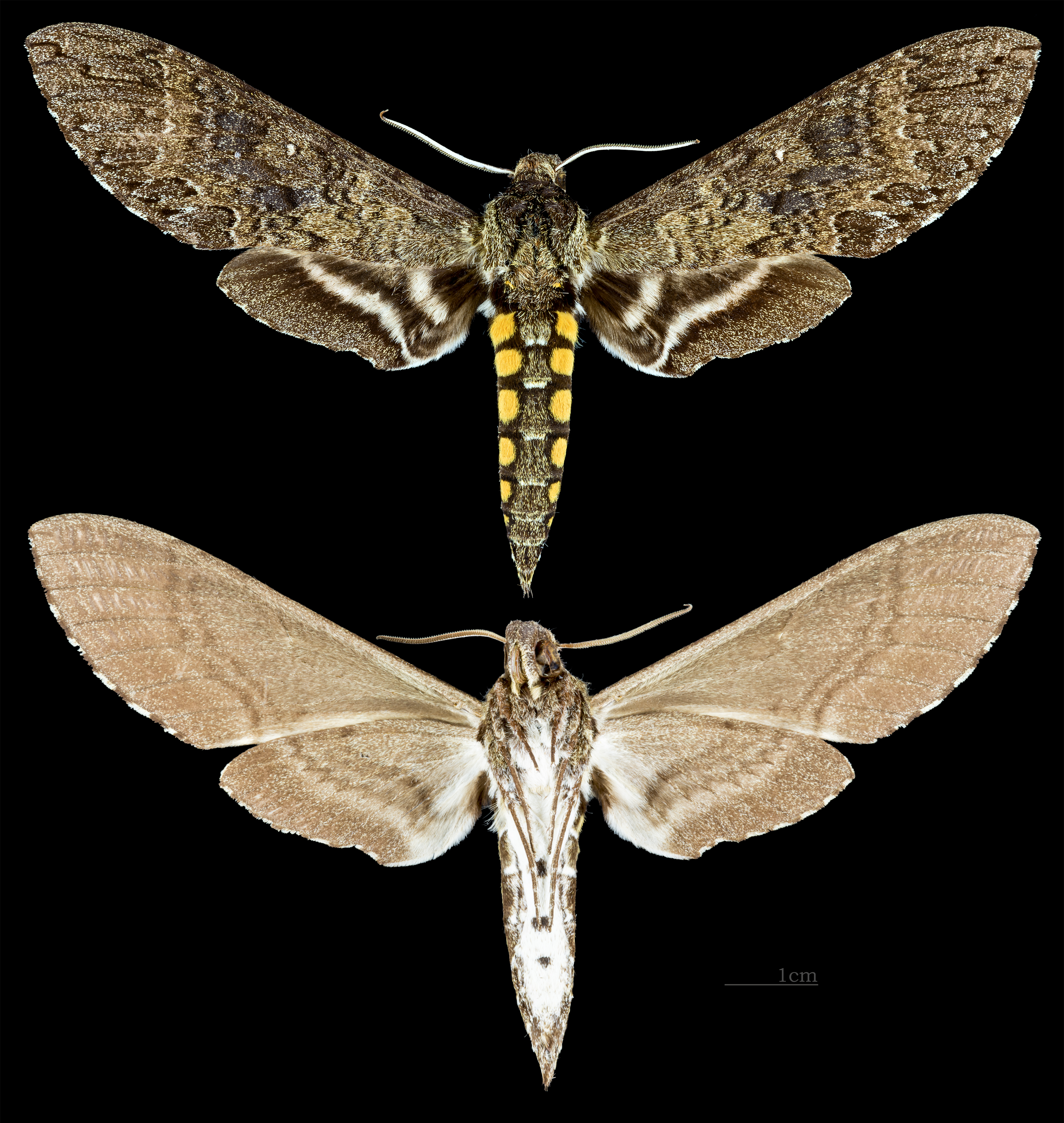
Manduca diffissa
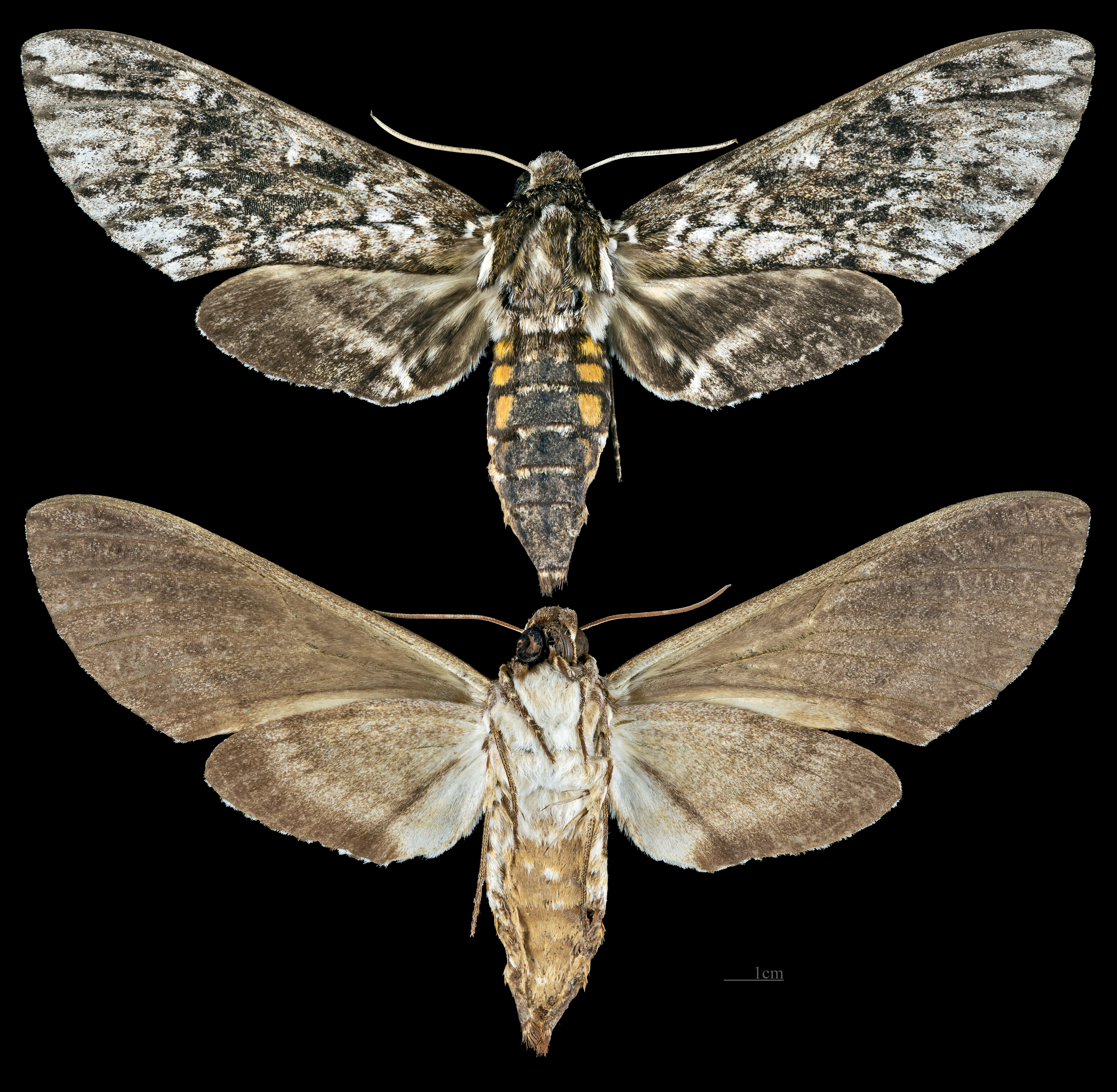
Manduca dilucida
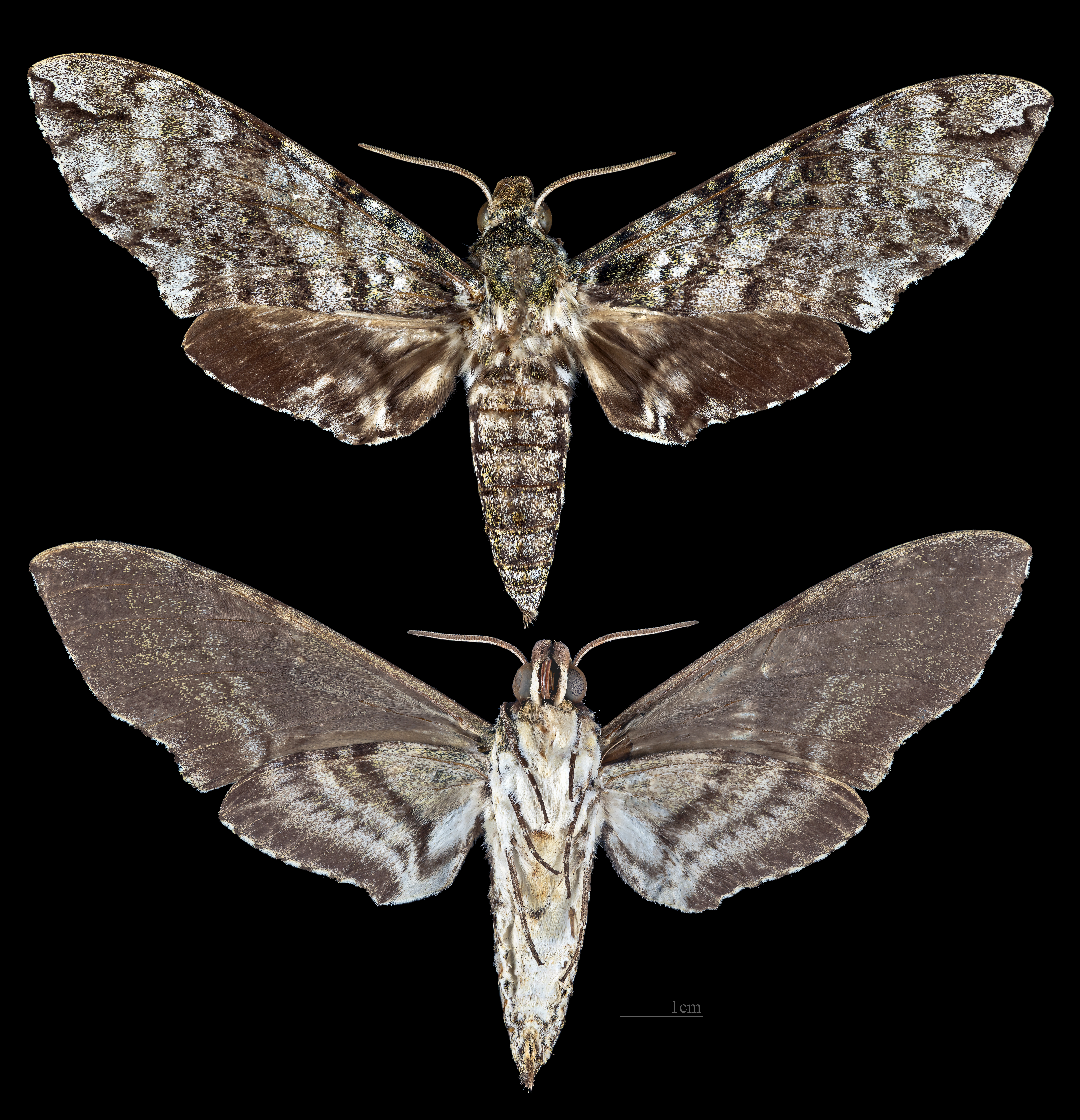
Manduca extrema
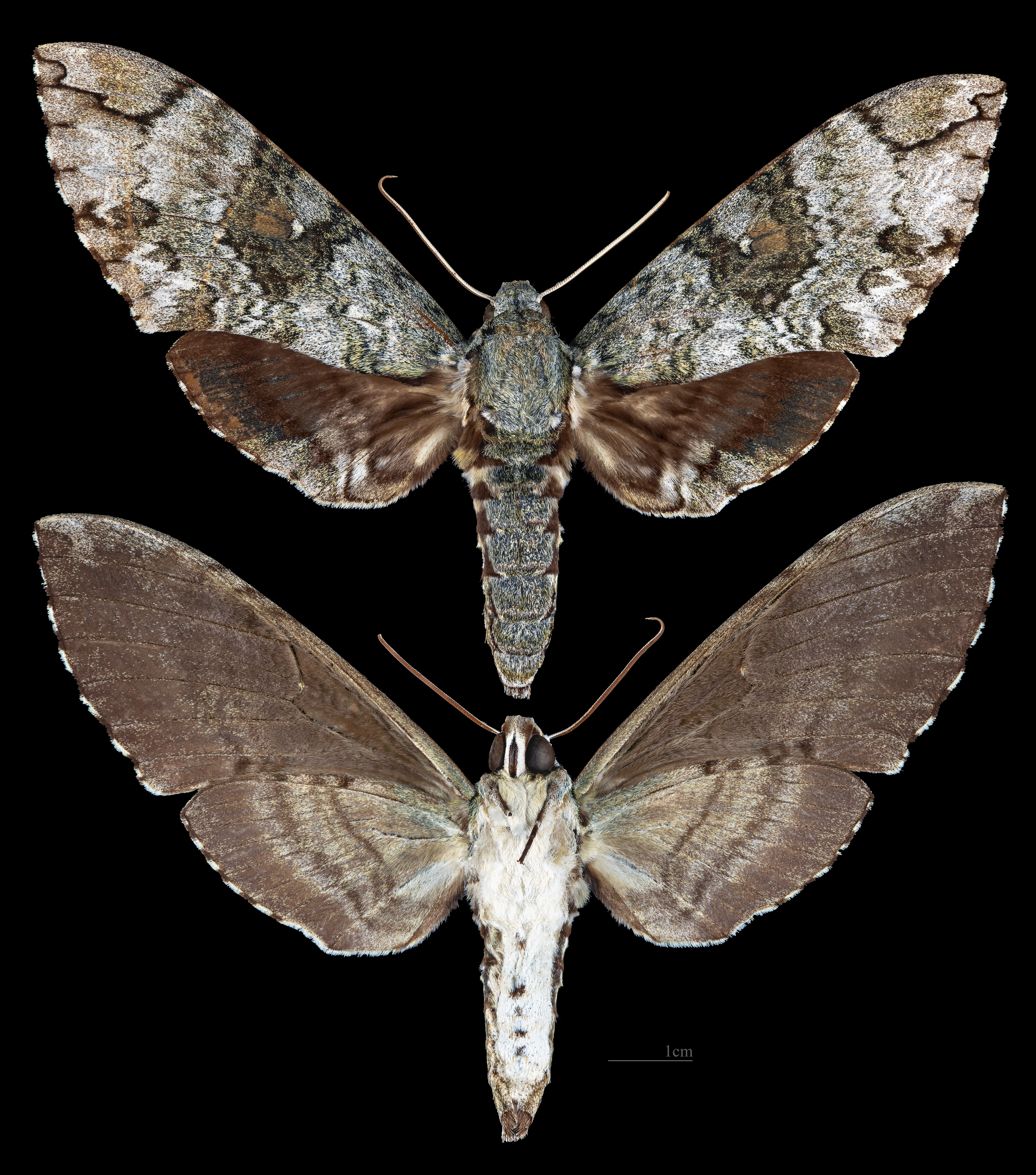
Manduca florestan
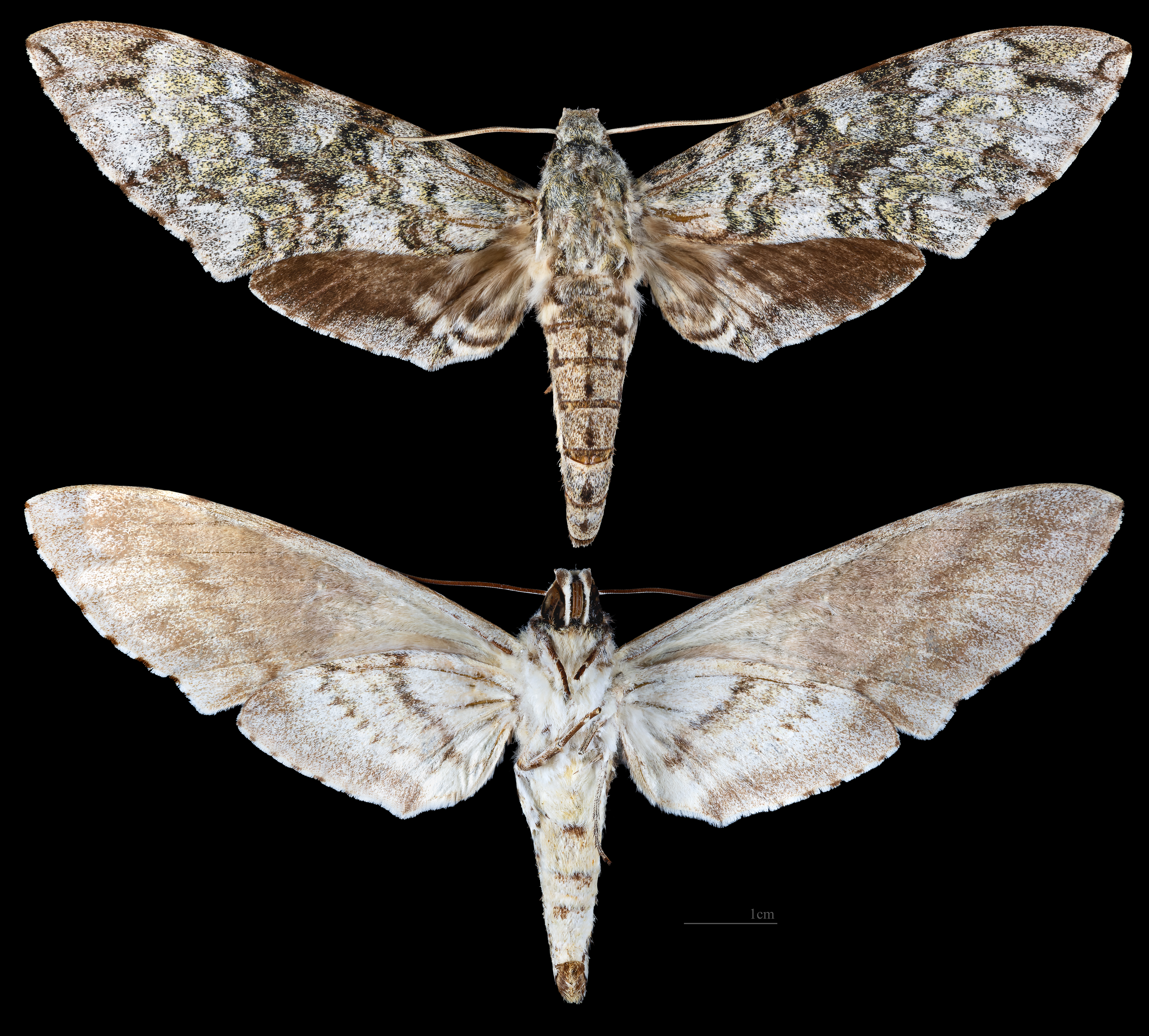
Manduca franciscae
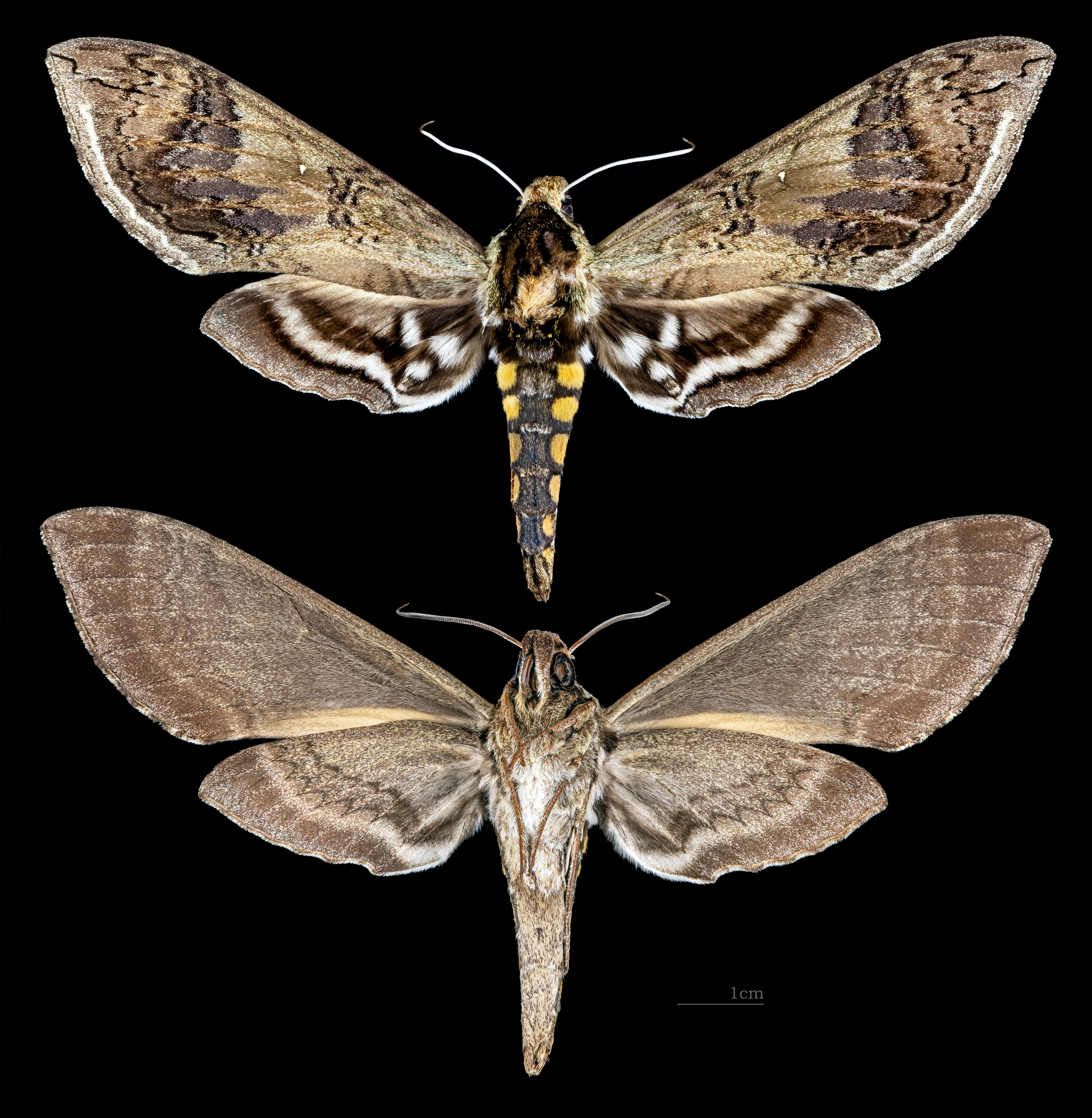
Manduca hannibal
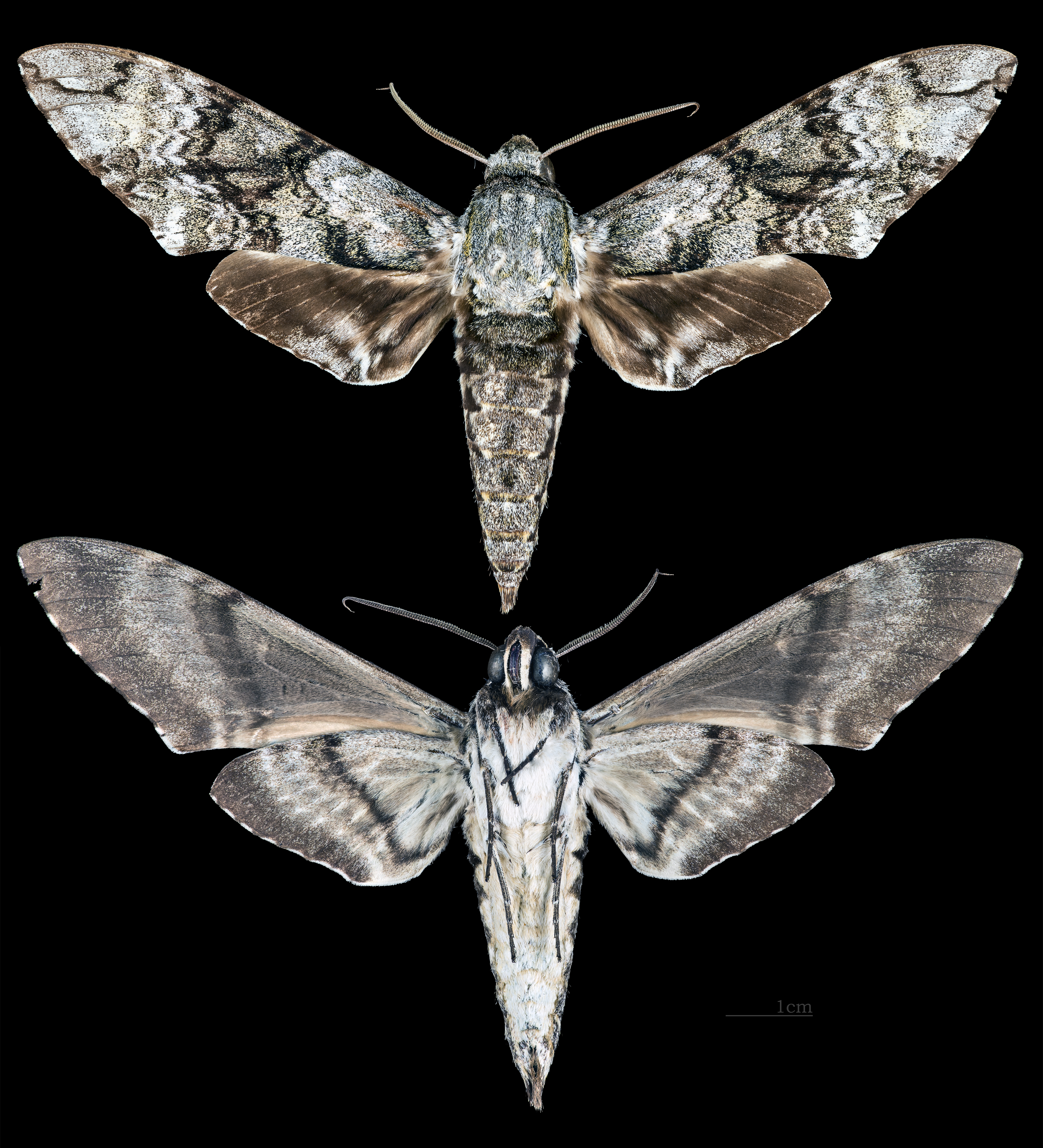
Manduca huascara
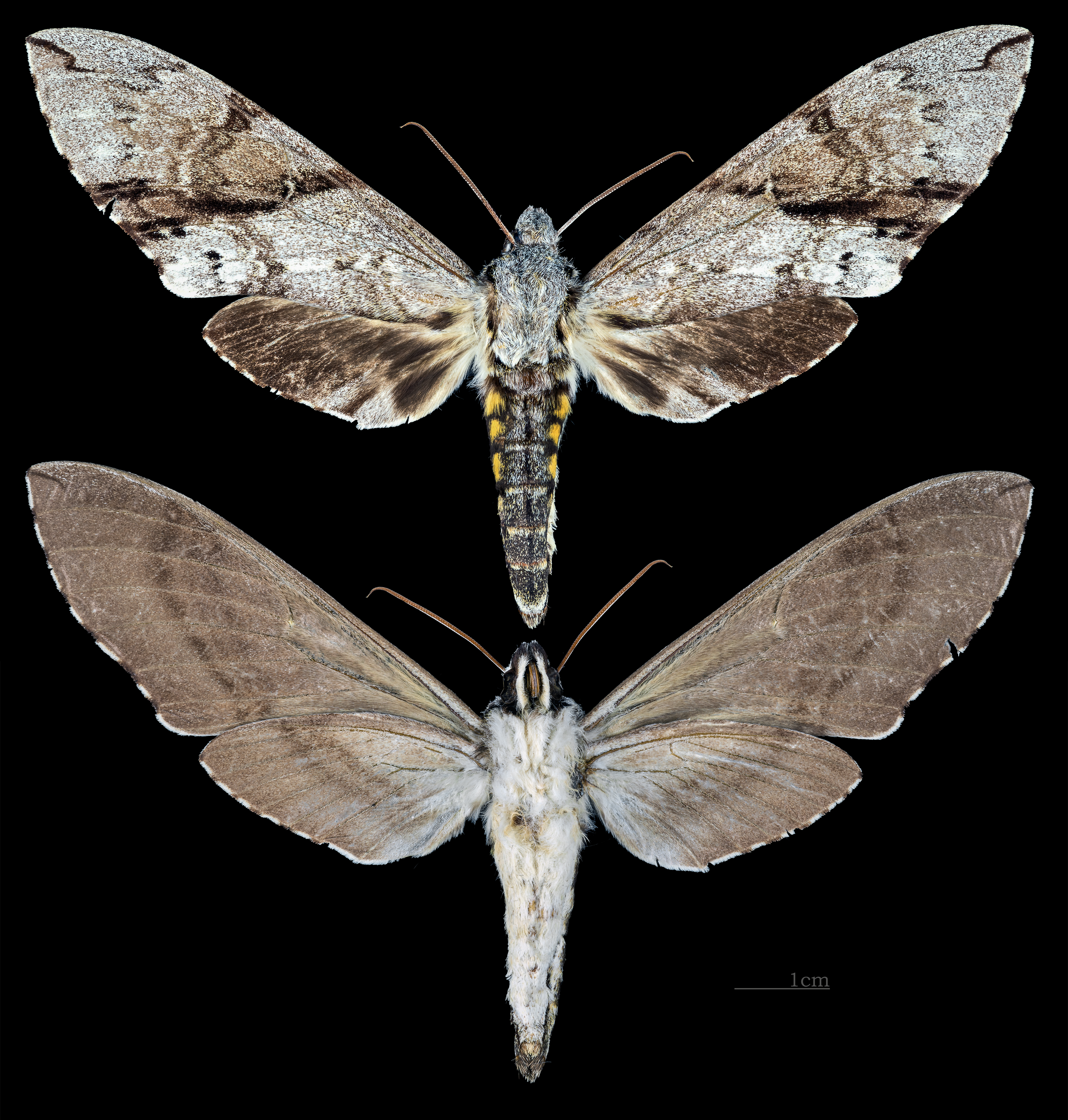
Manduca incisa
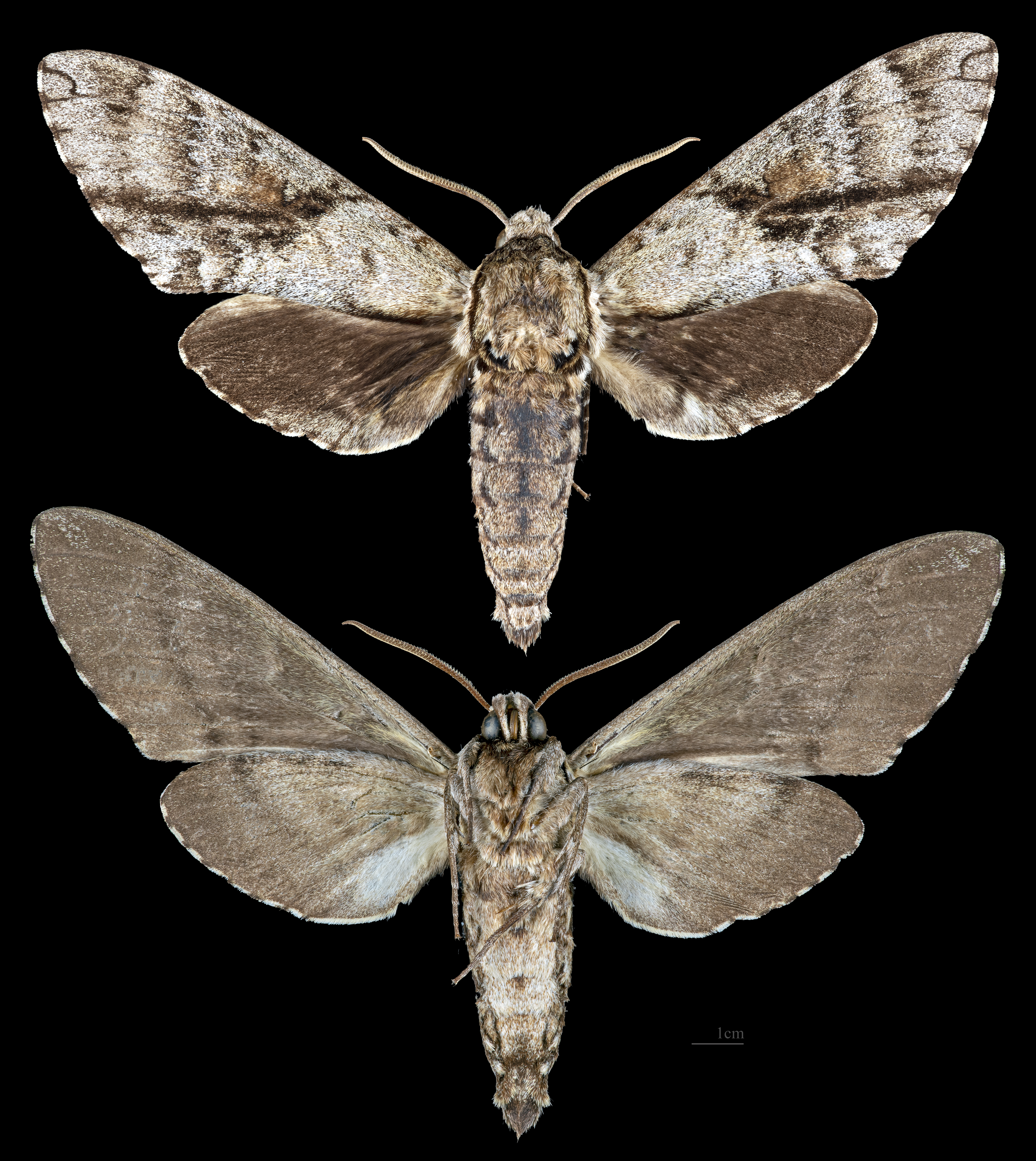
Manduca jasminearum
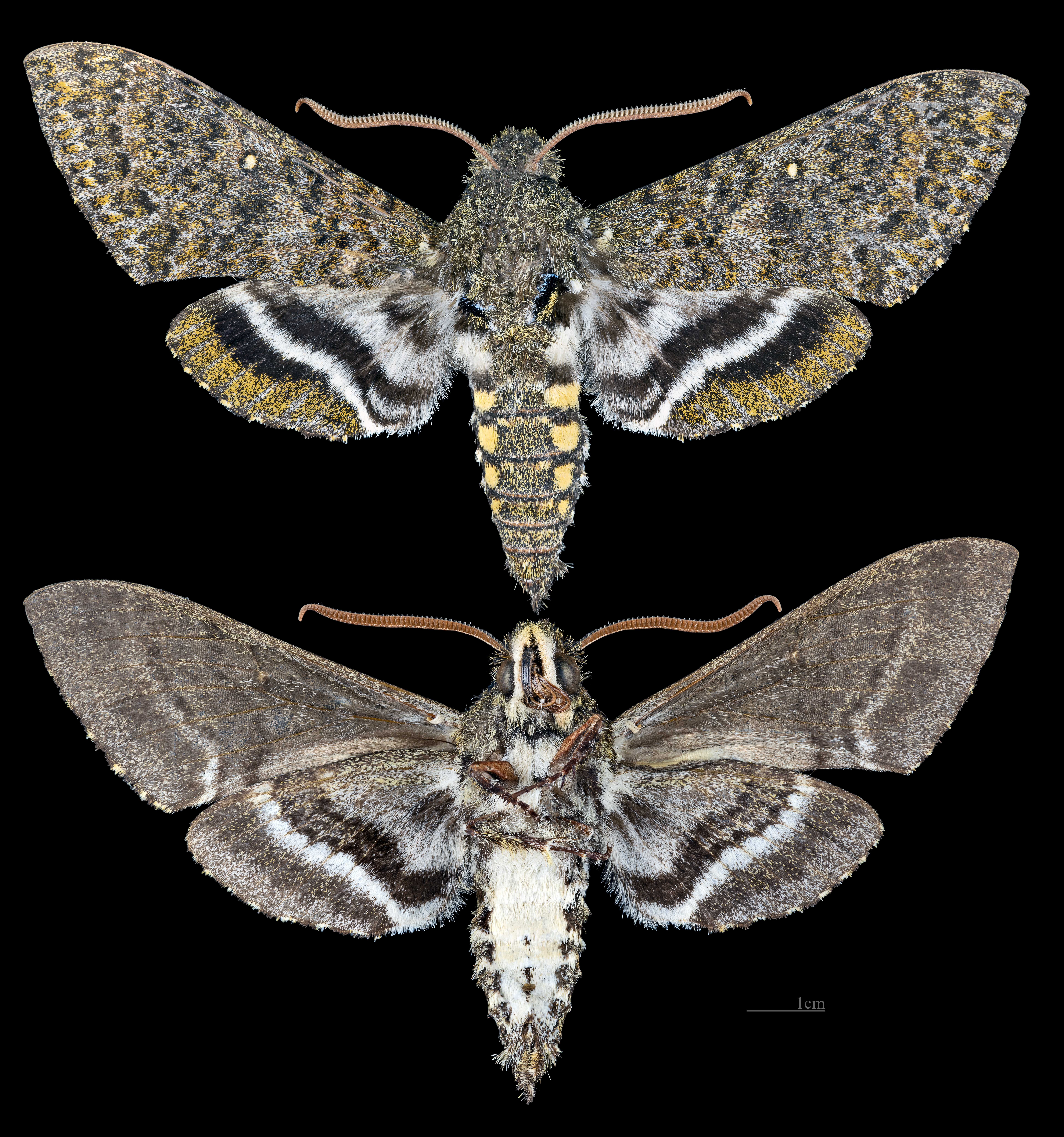
Manduca jordani
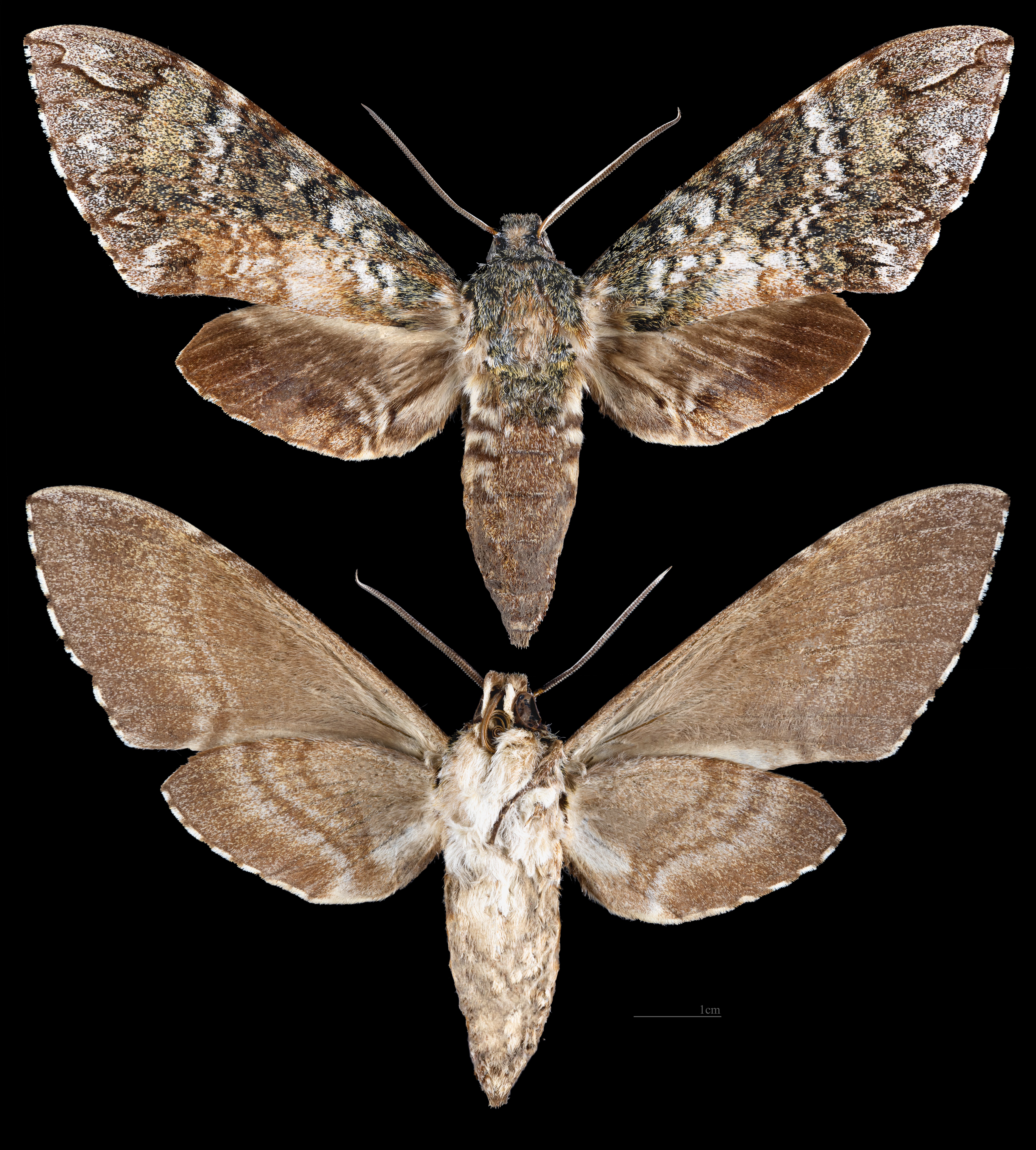
Manduca lanuginosa
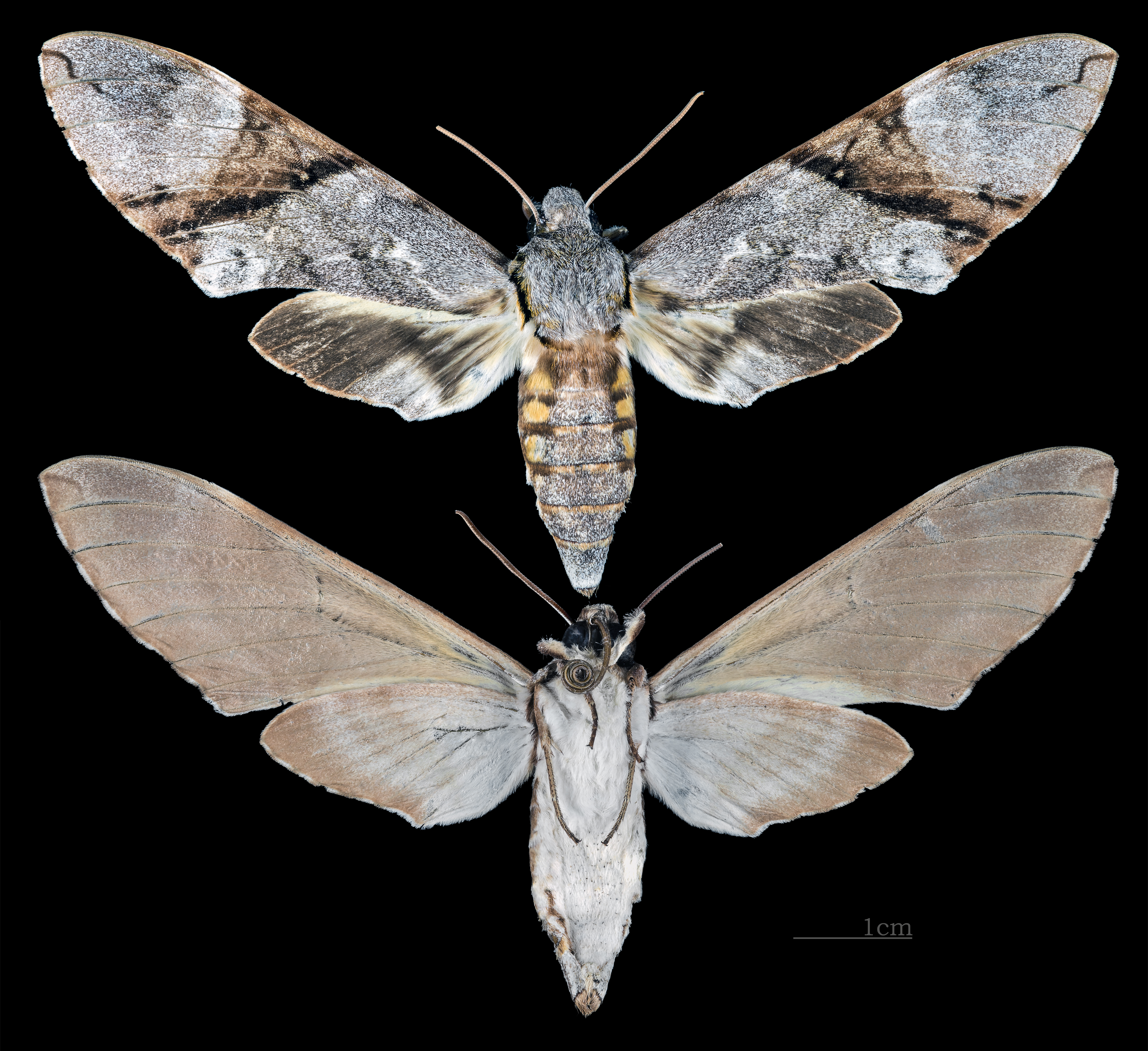
Manduca lefeburii
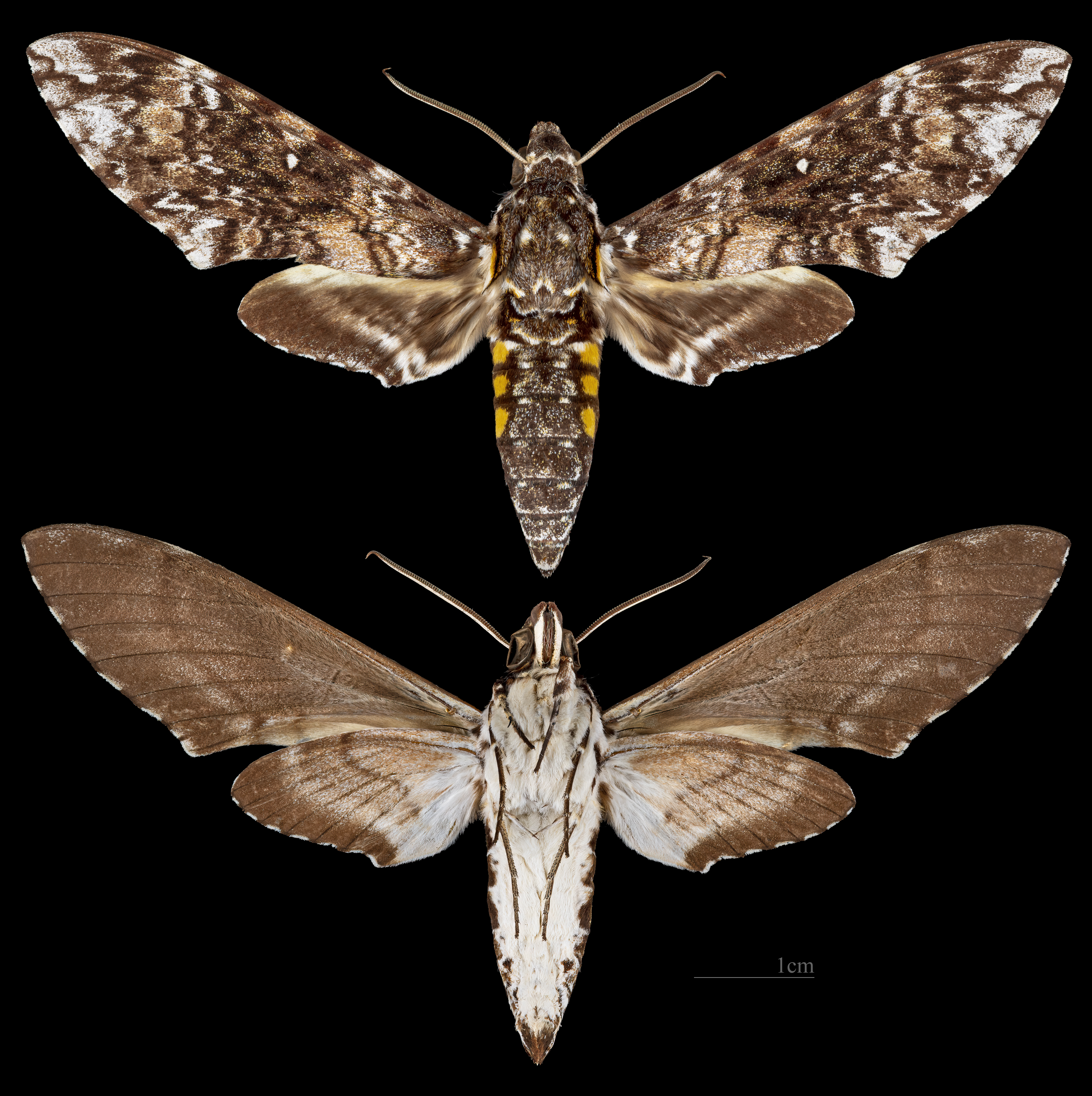
Manduca leucospila
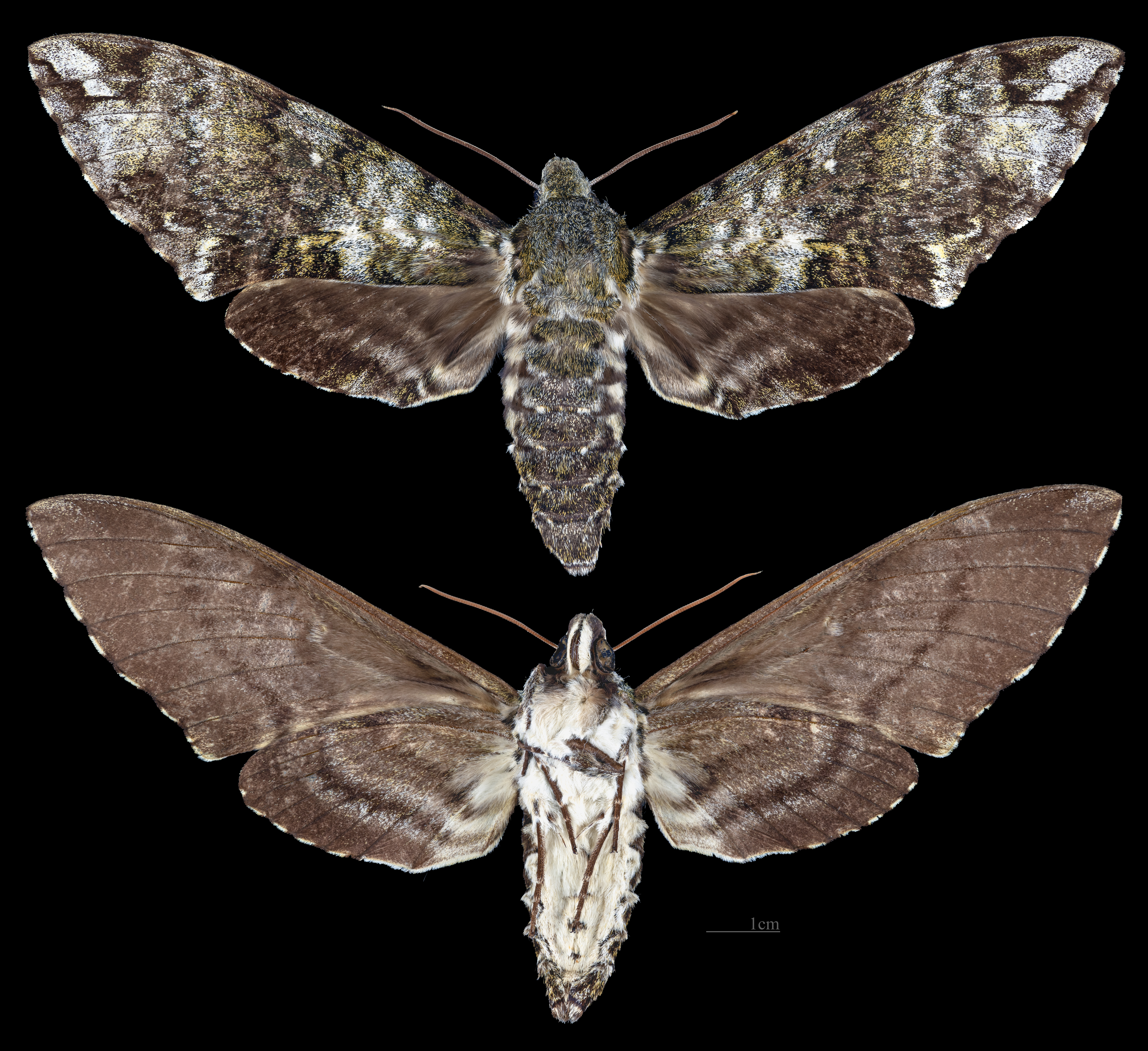
Manduca lichenea
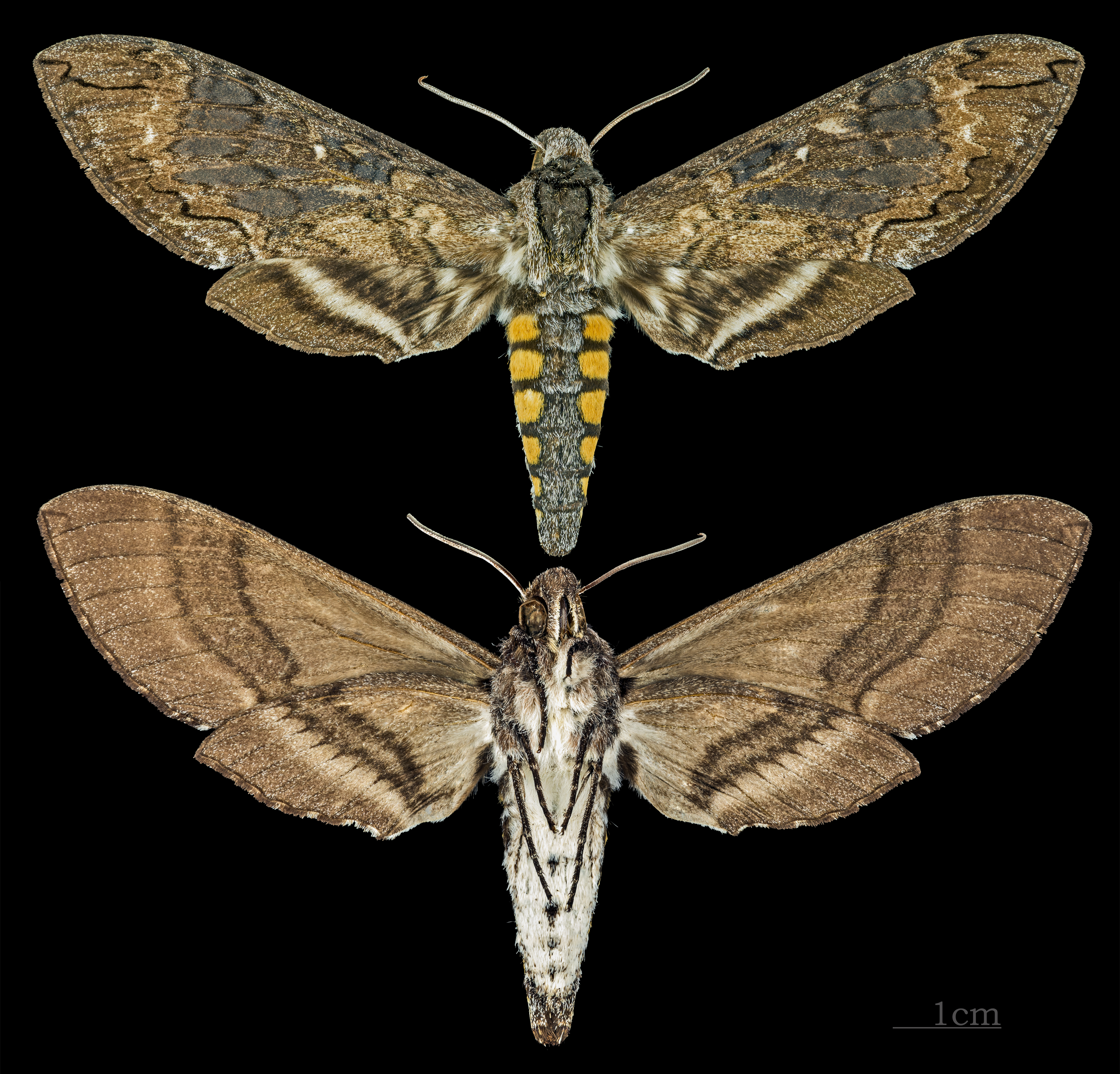
Manduca lucetius
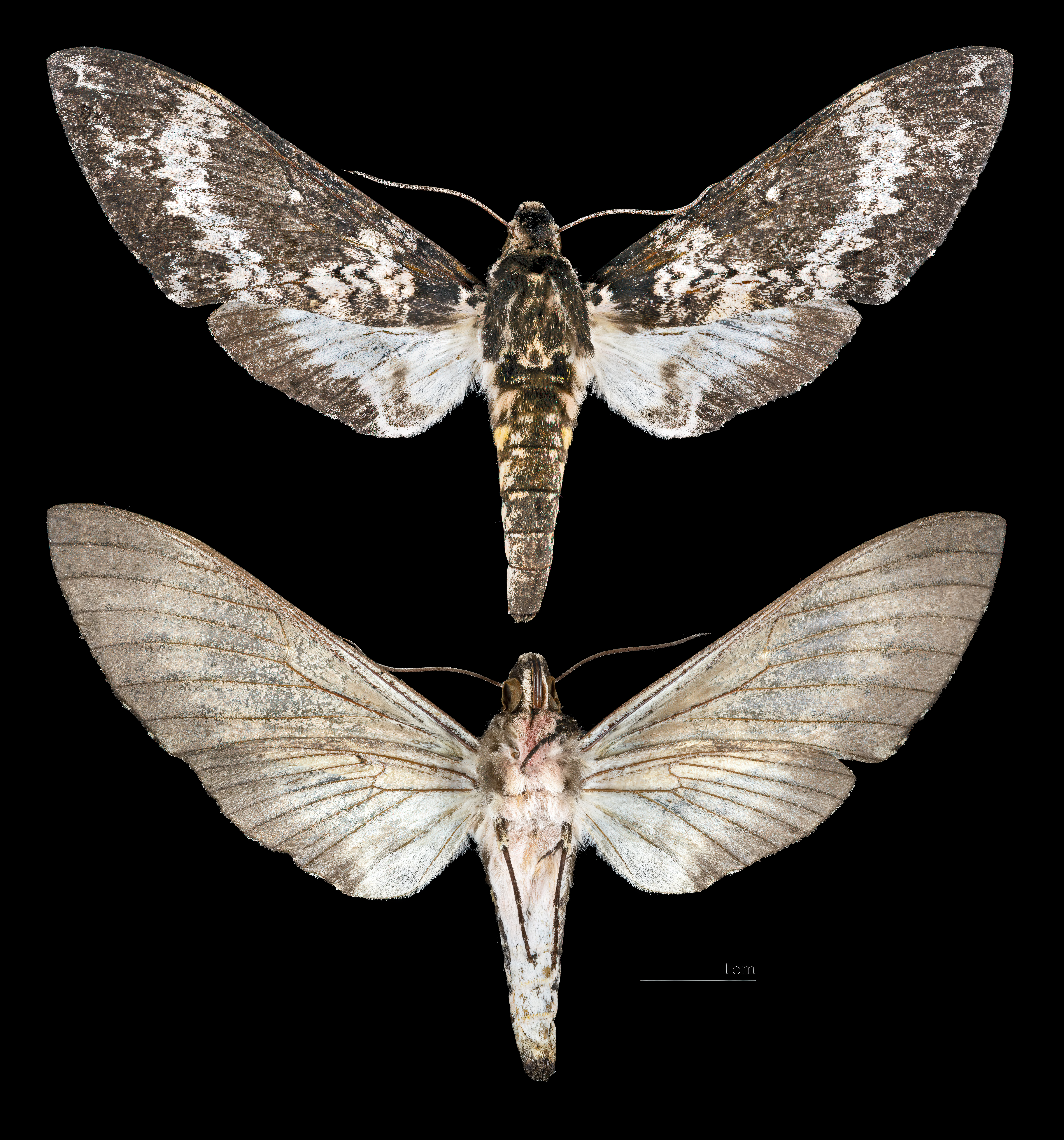
Manduca manducoides
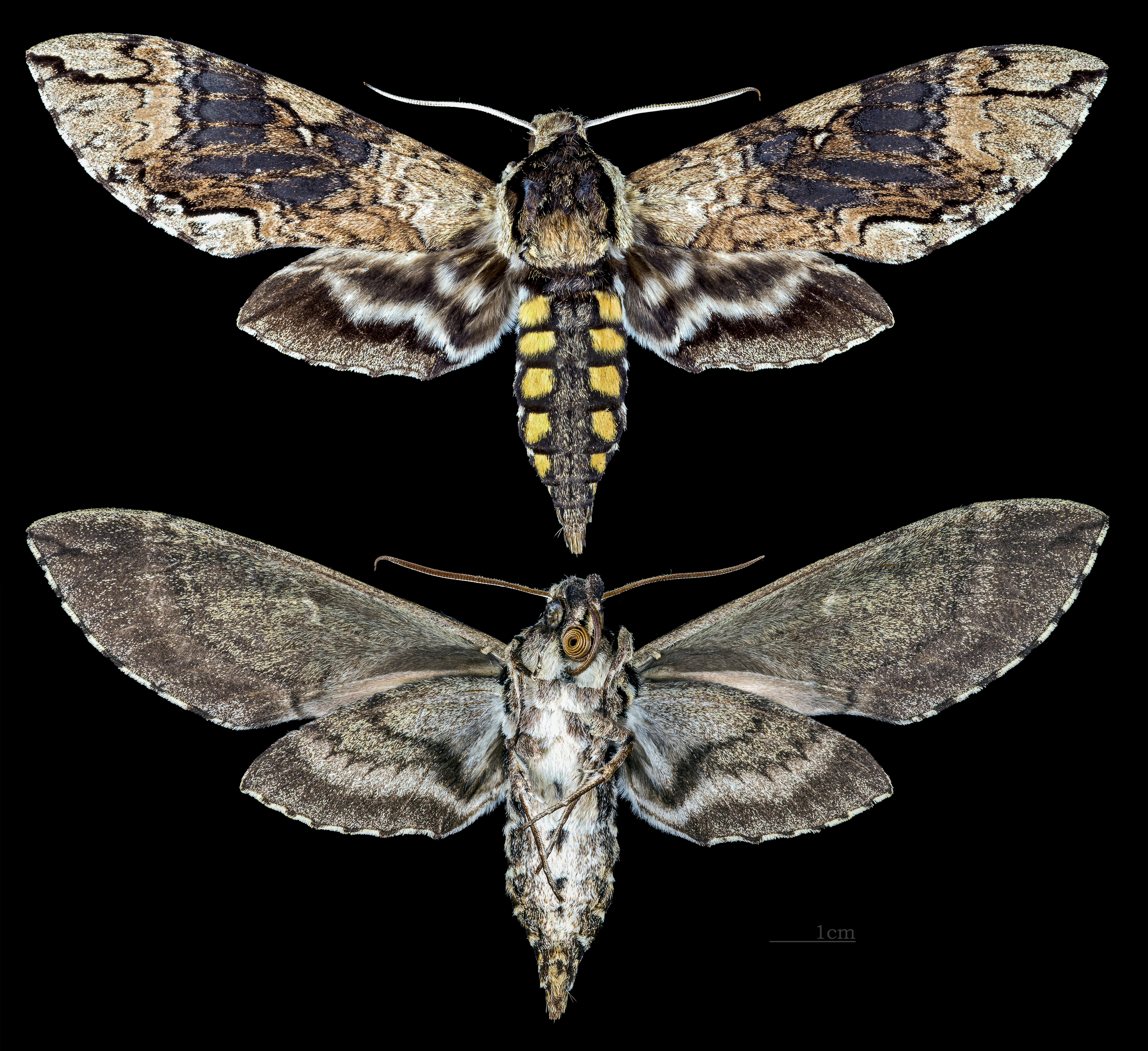
Manduca morelia
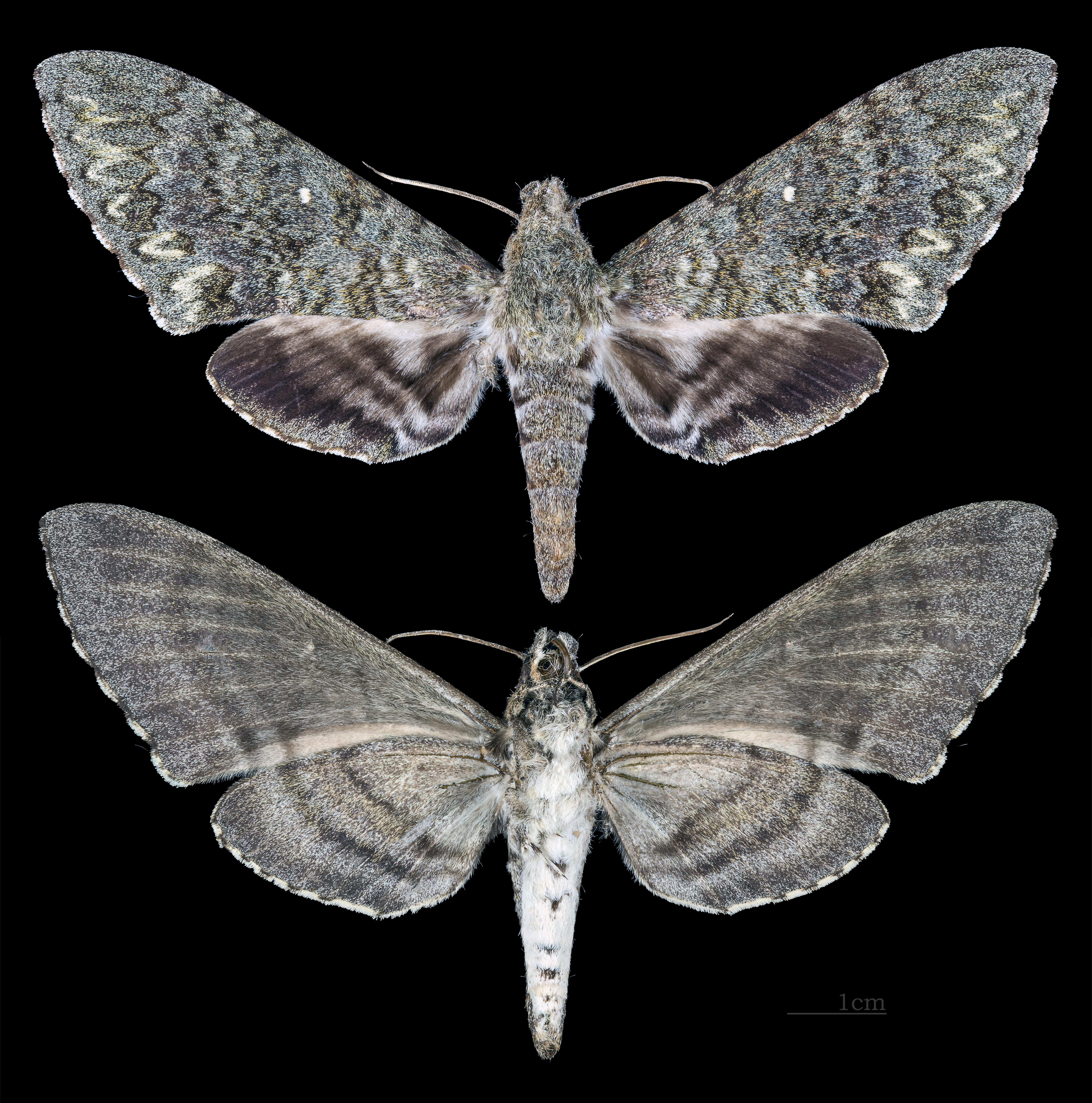
Manduca muscosa
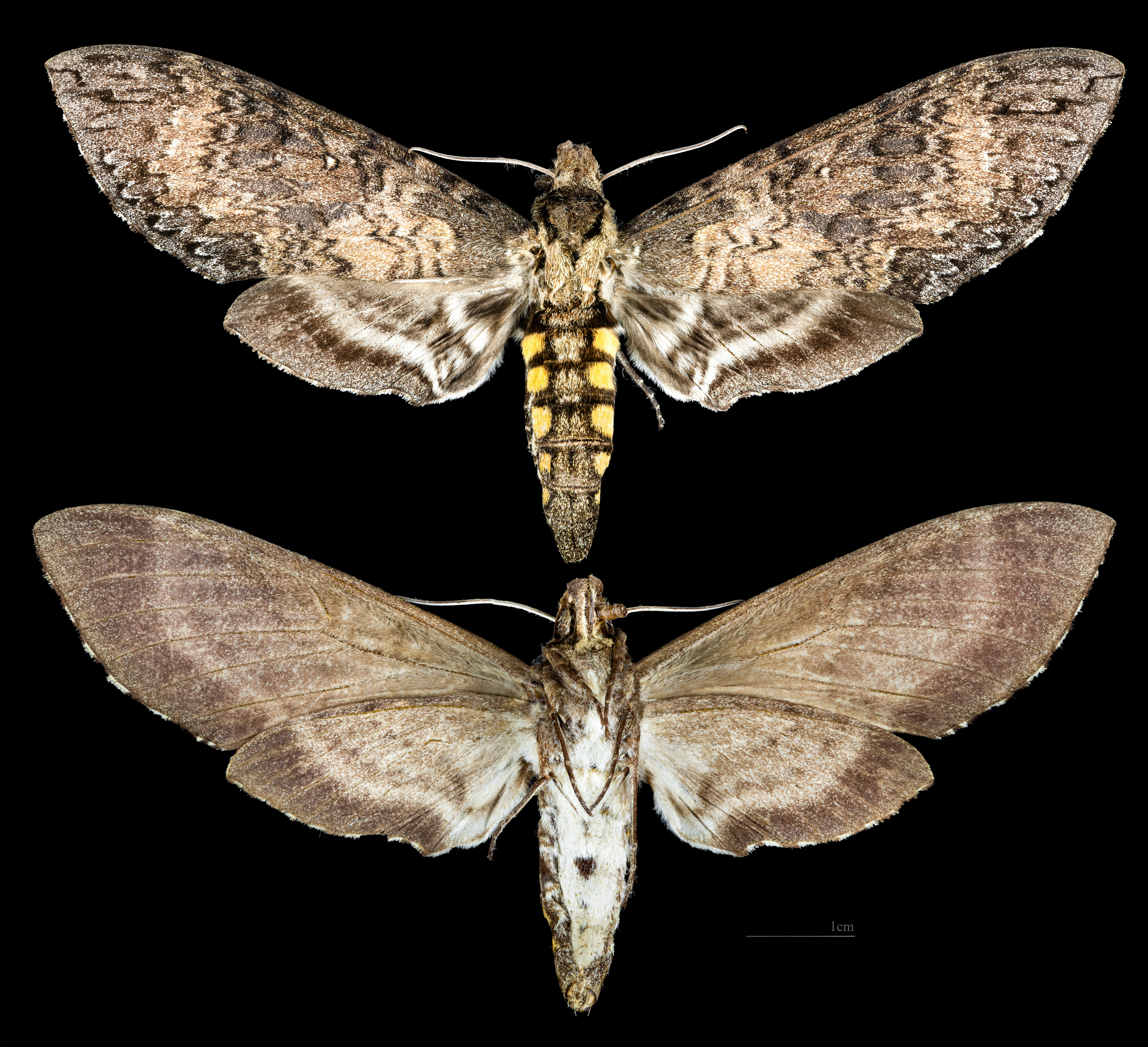
Manduca occulta
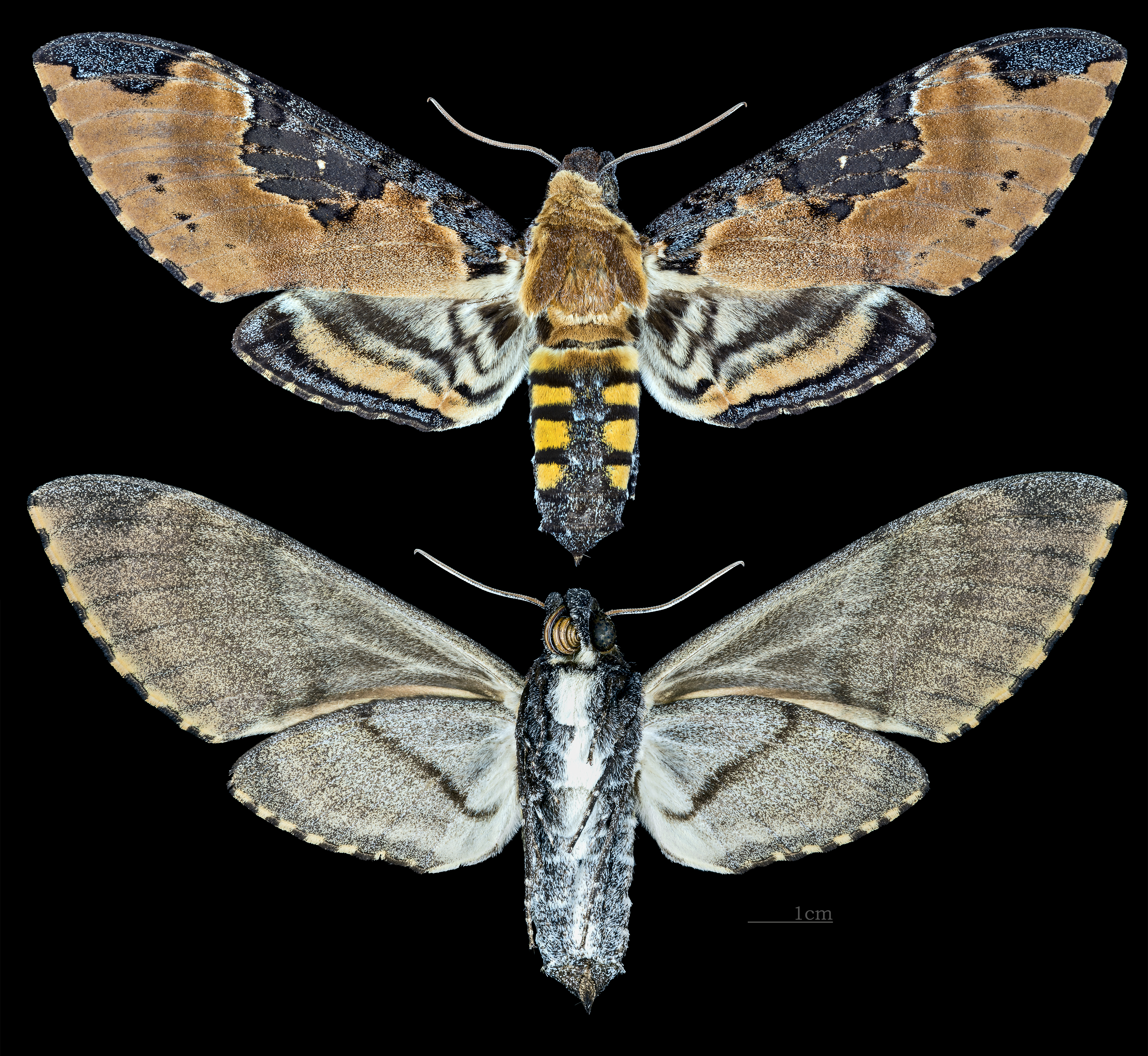
Manduca ochus
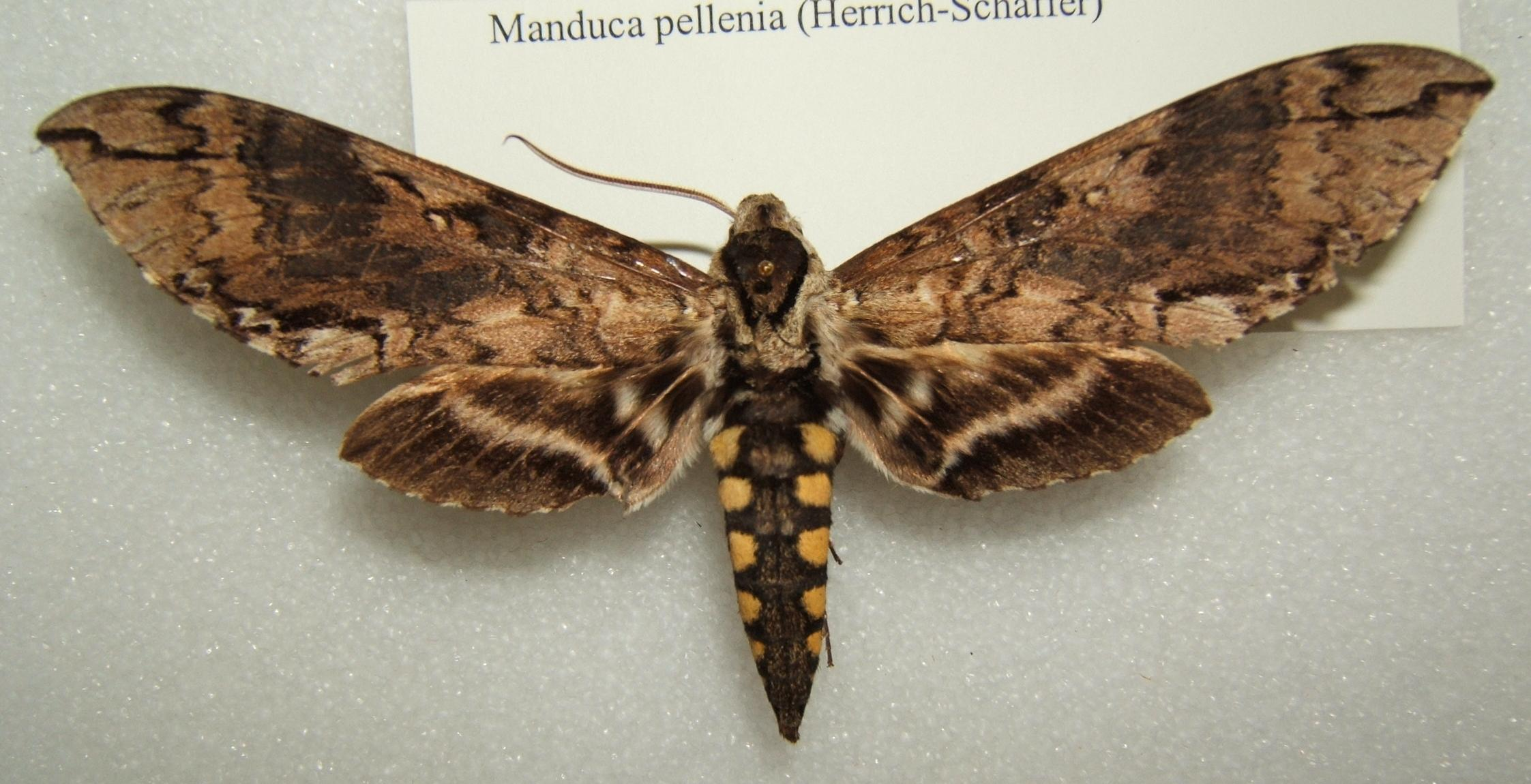
Manduca pellenia
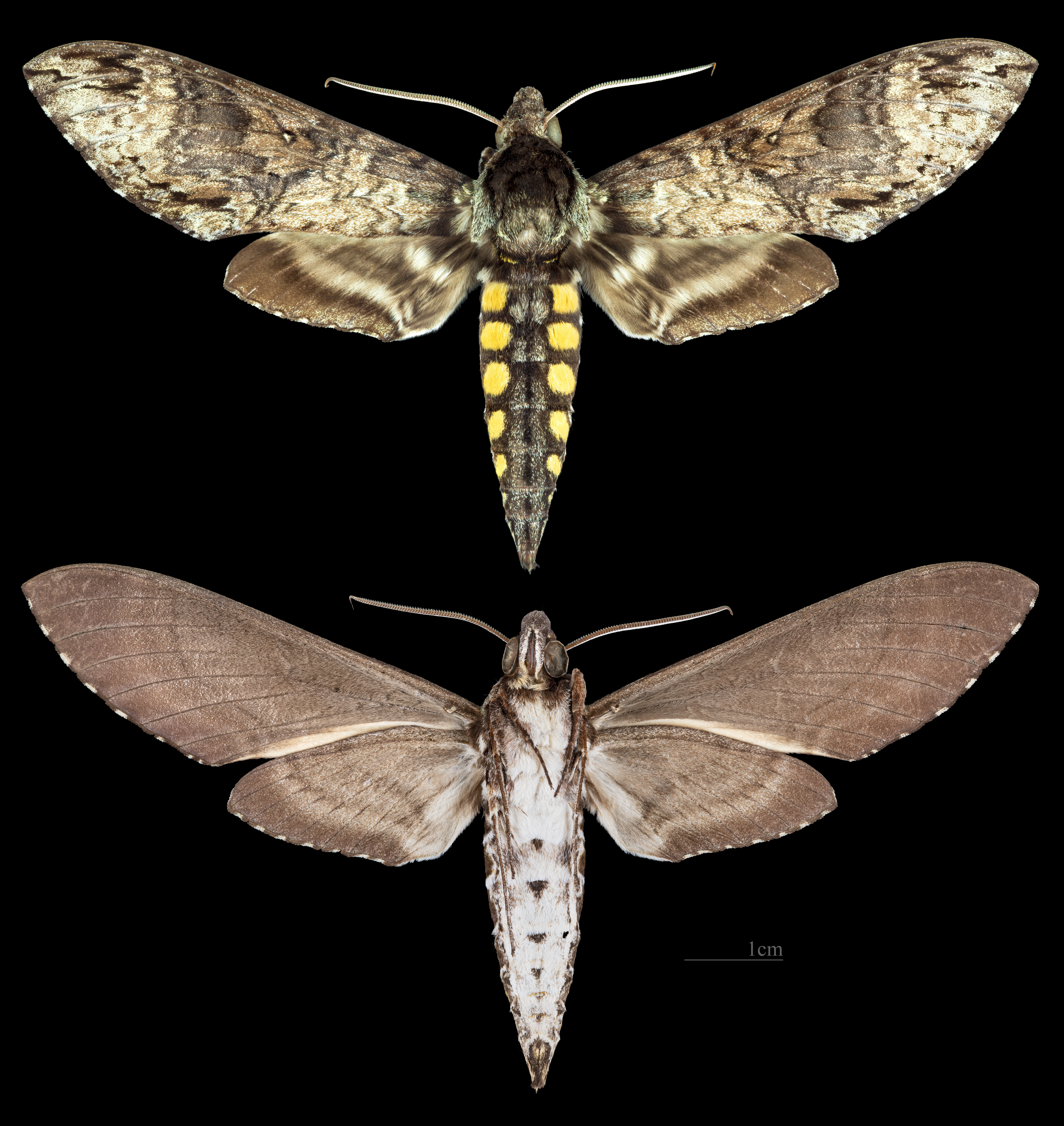
Manduca perplexa
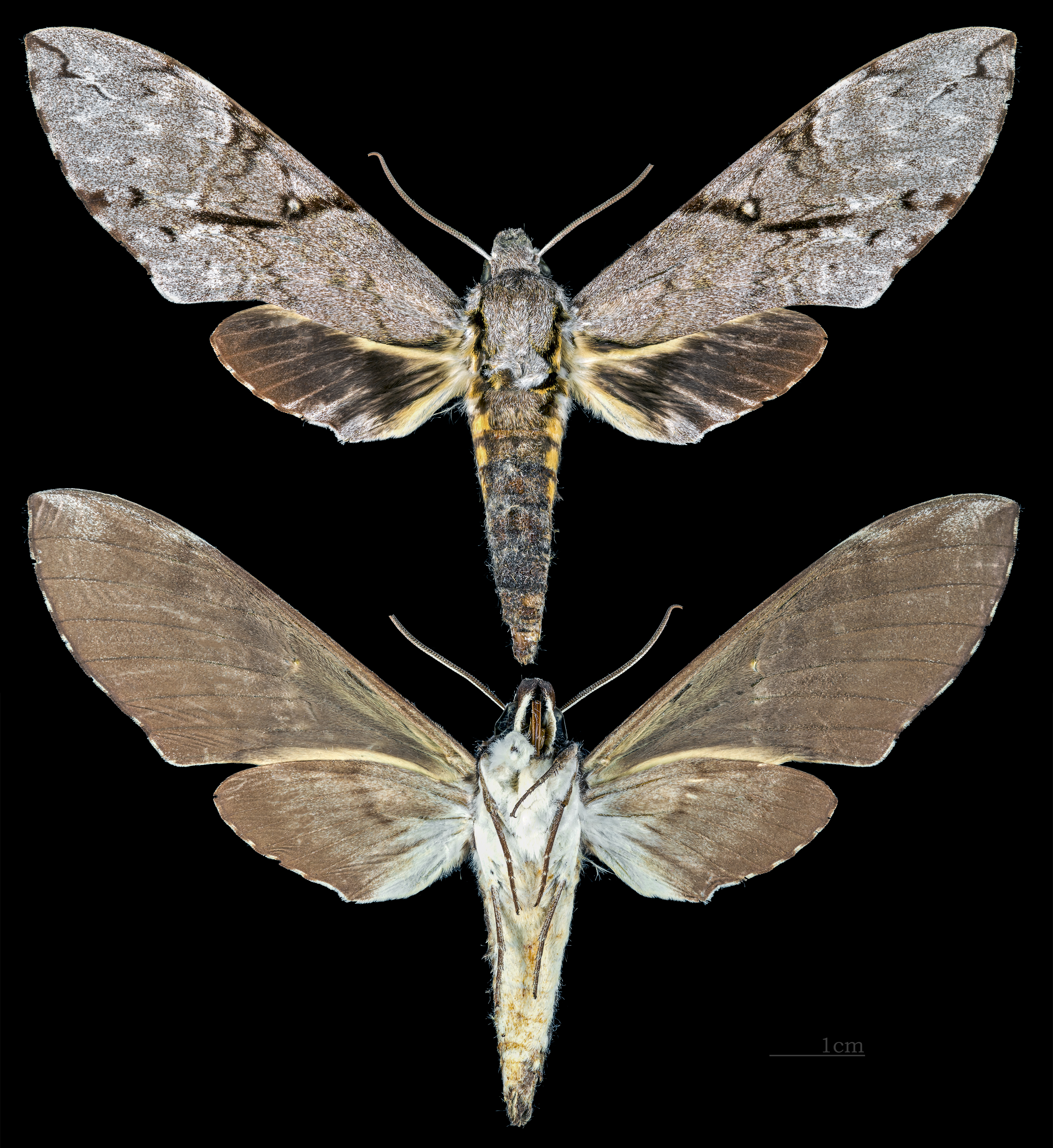
Manduca prestoni
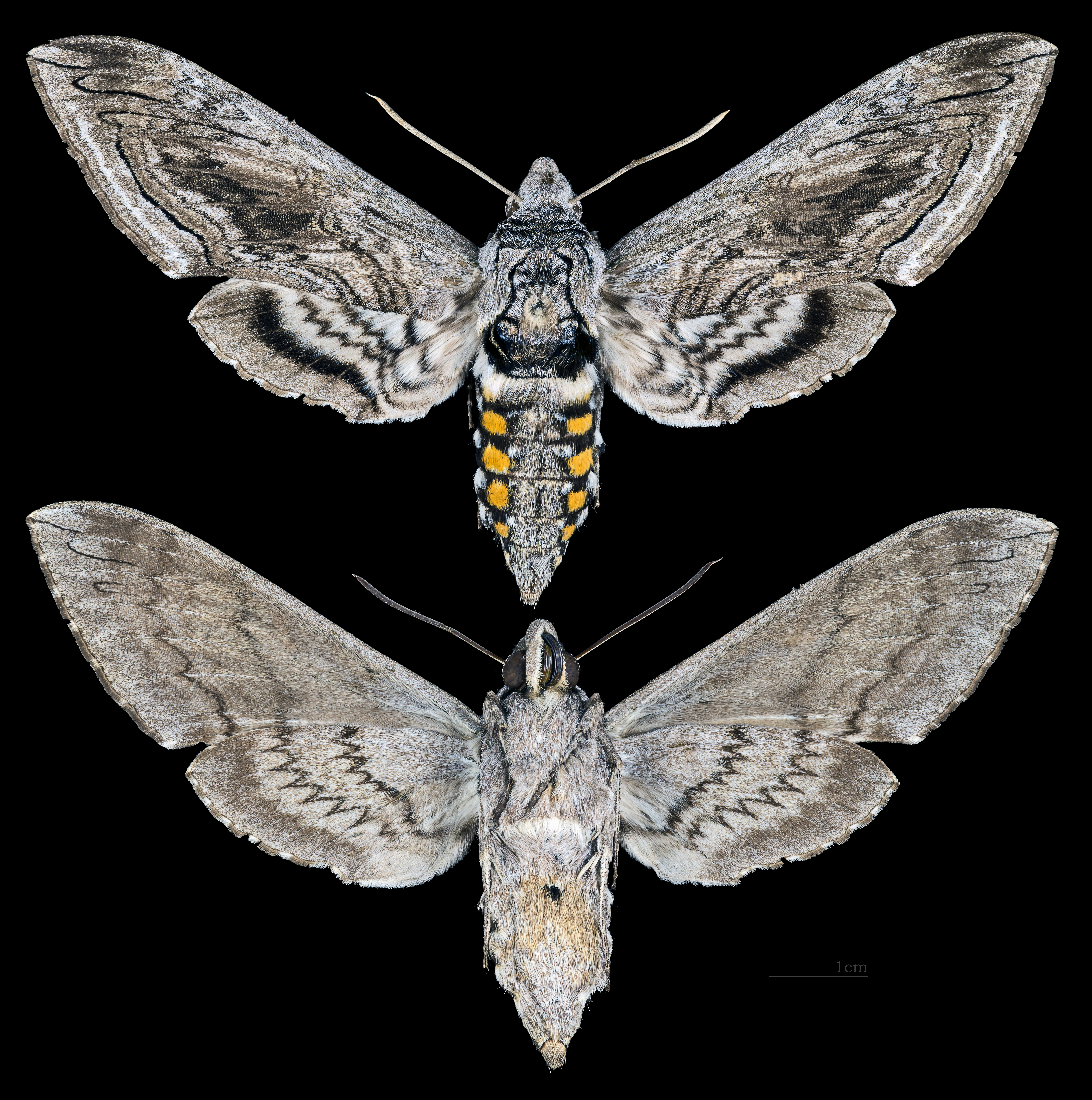
Manduca quinquemaculata
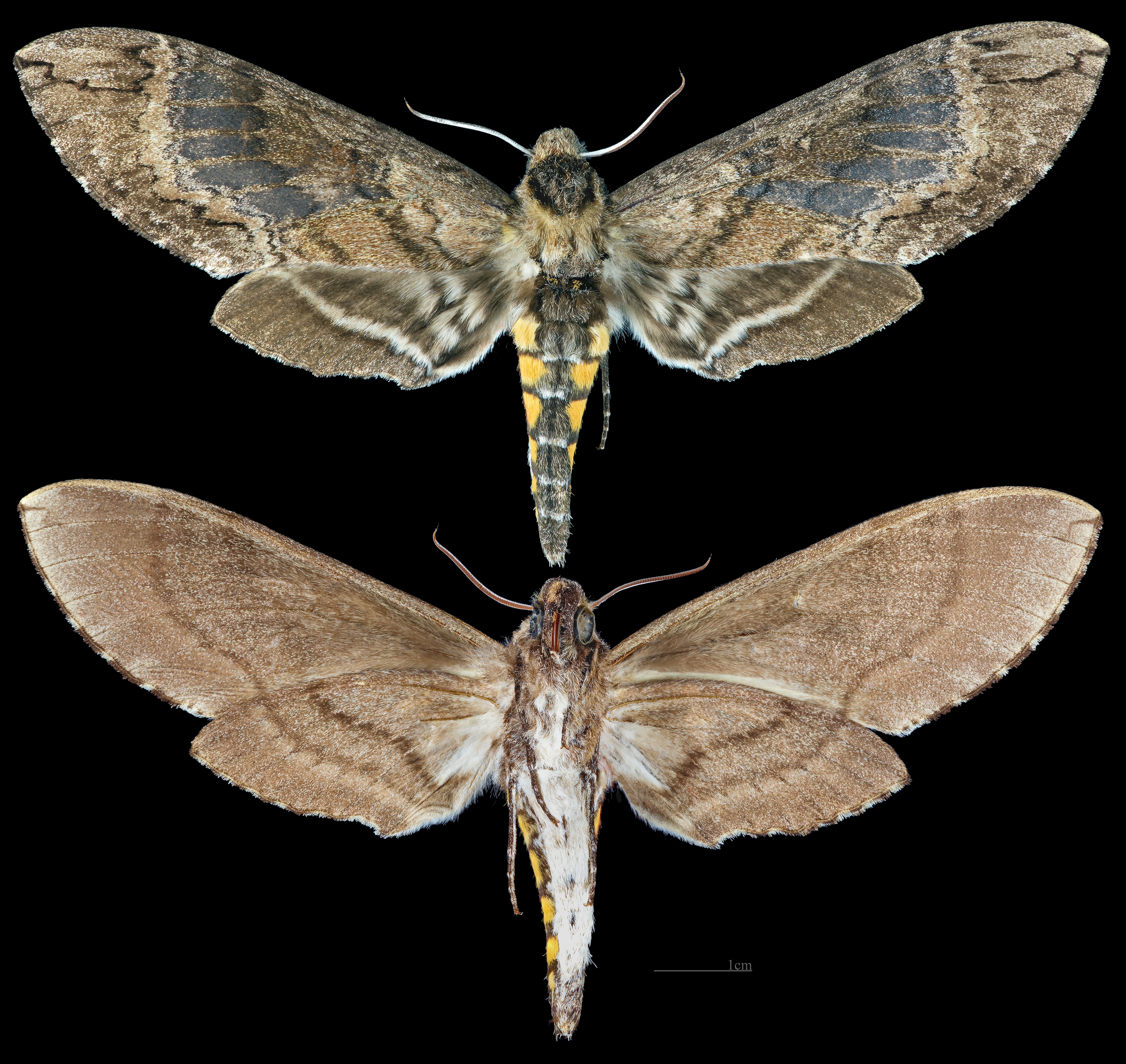
Manduca reducta
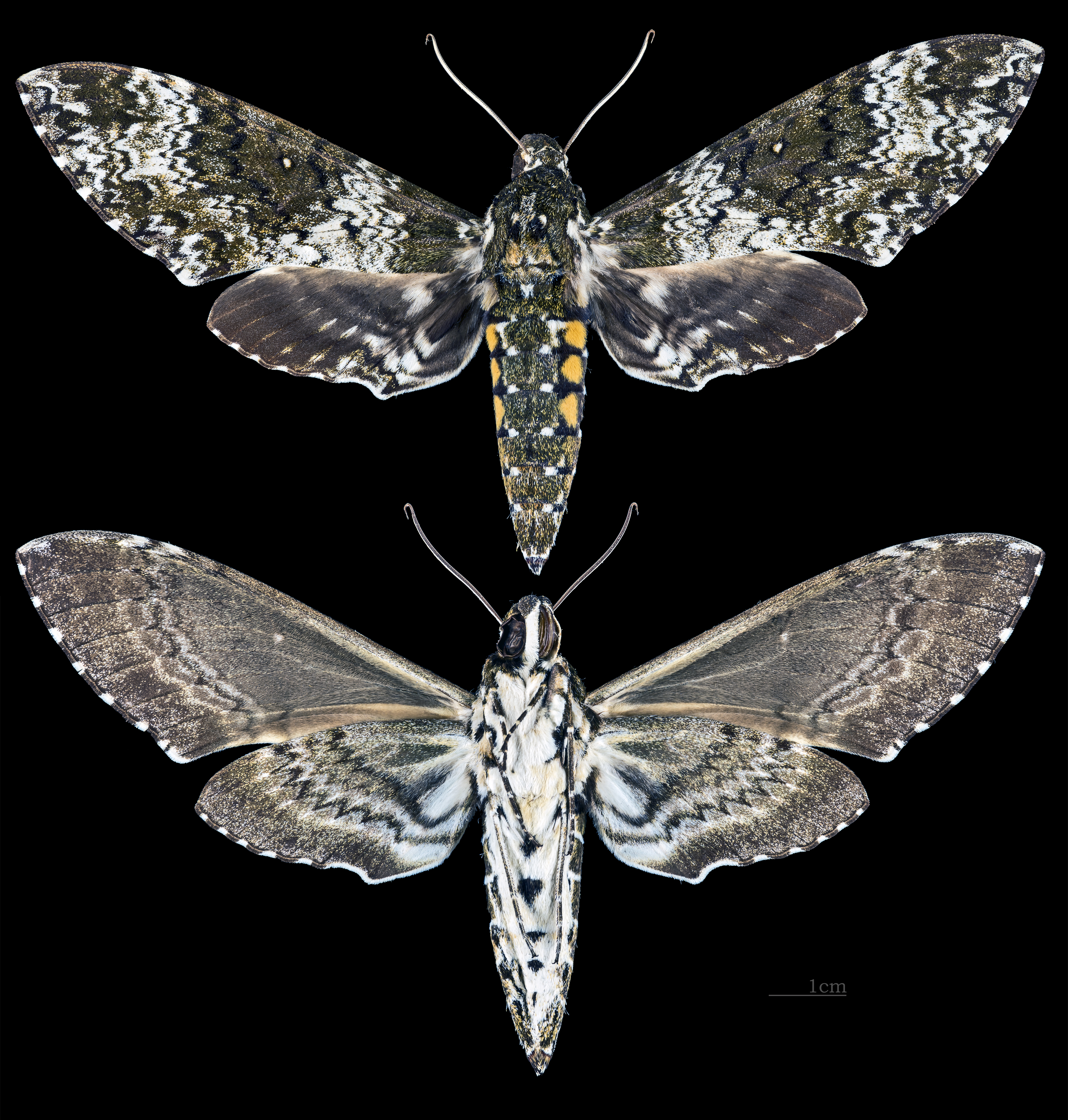
Manduca rustica
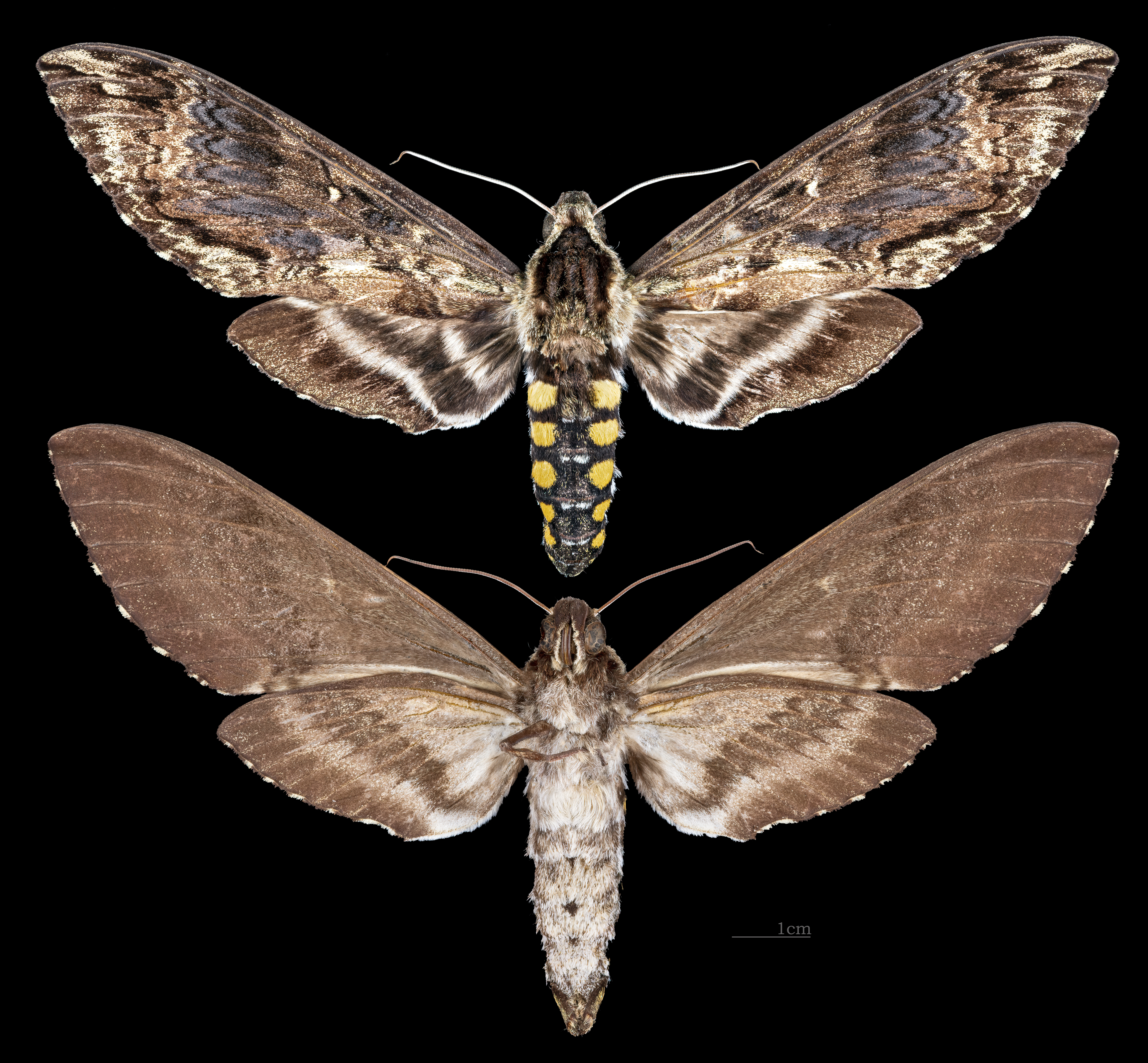
Manduca scutata
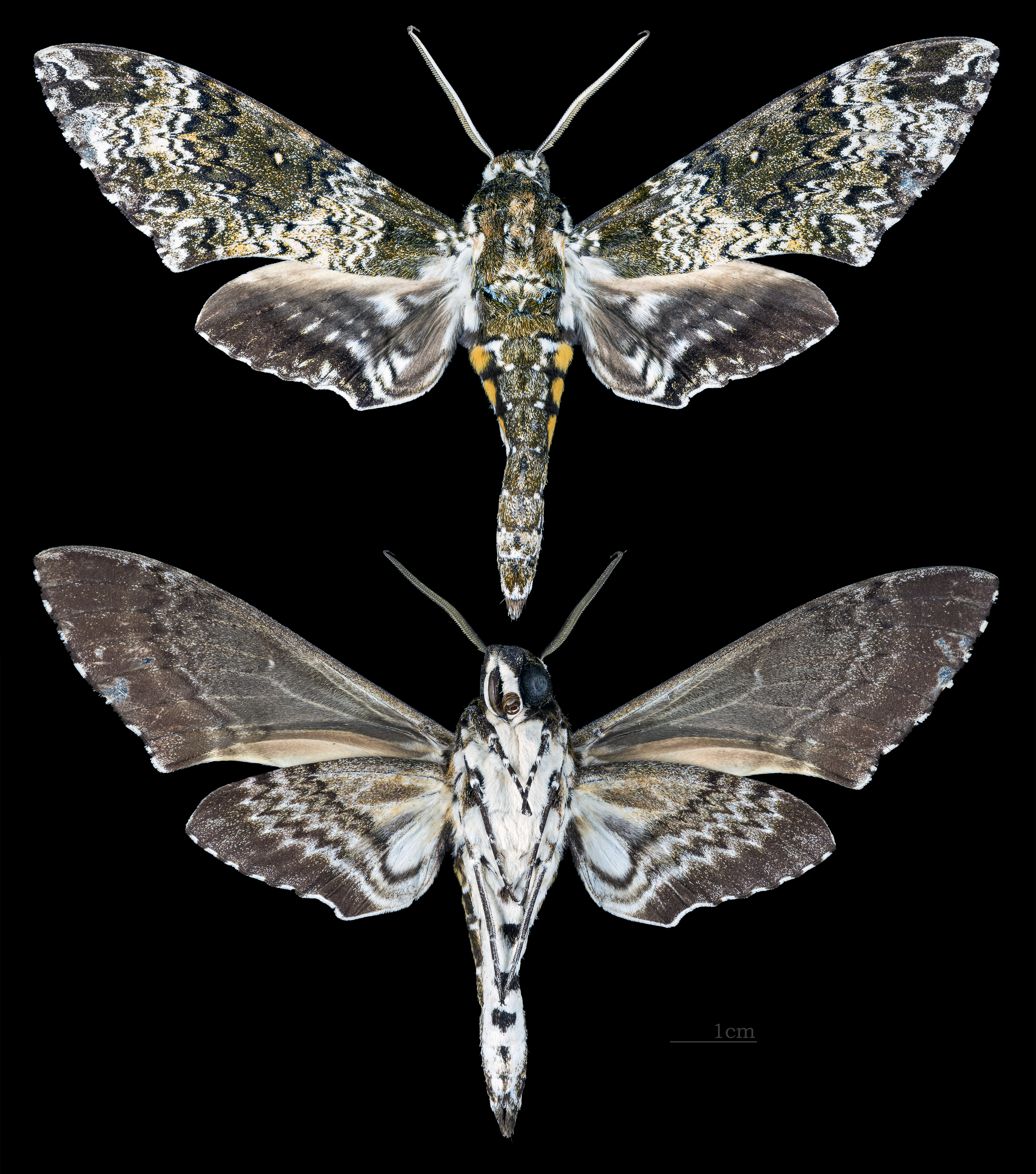
Manduca sesquiplex
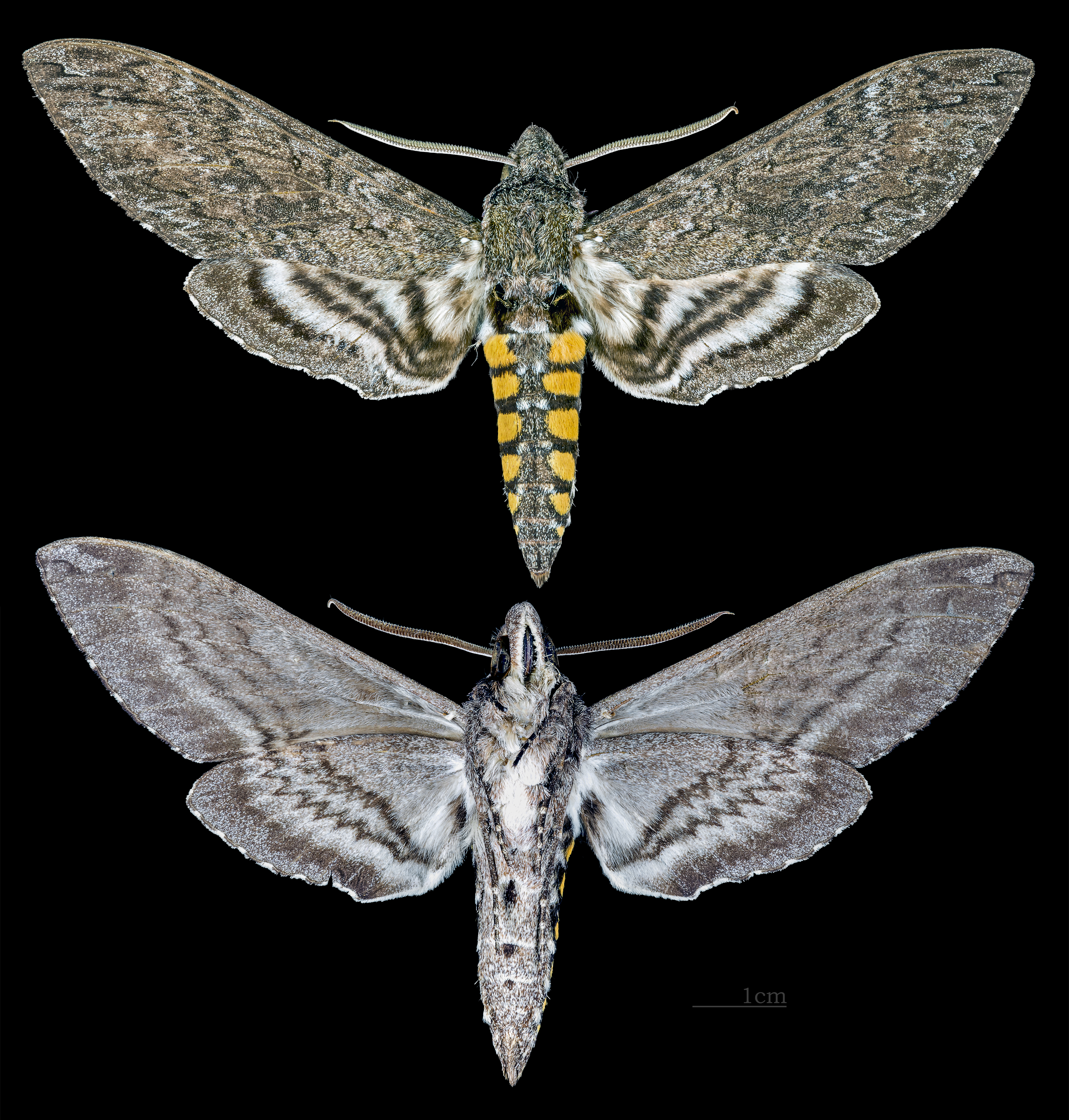
Manduca sexta
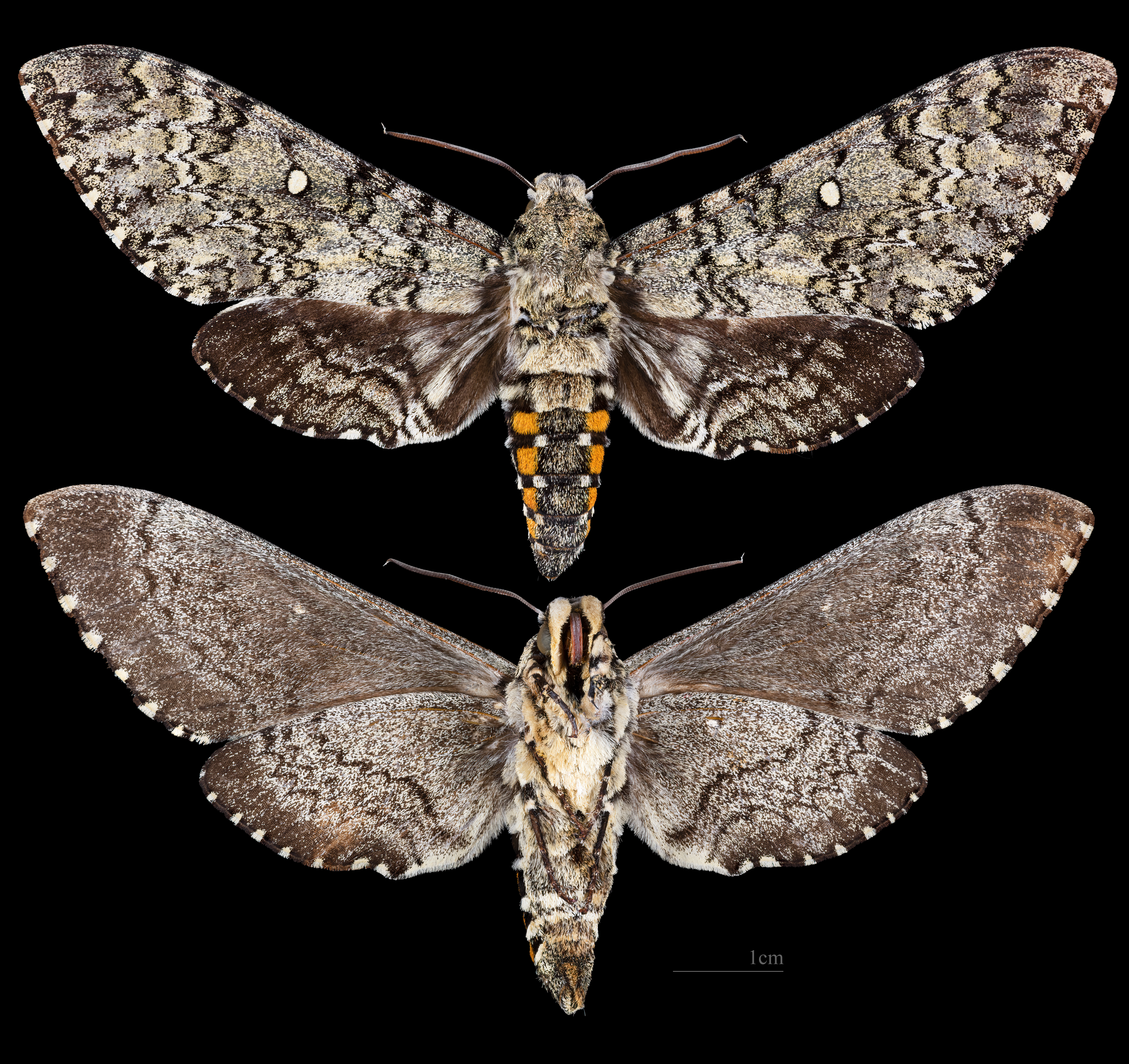
Manduca stuarti
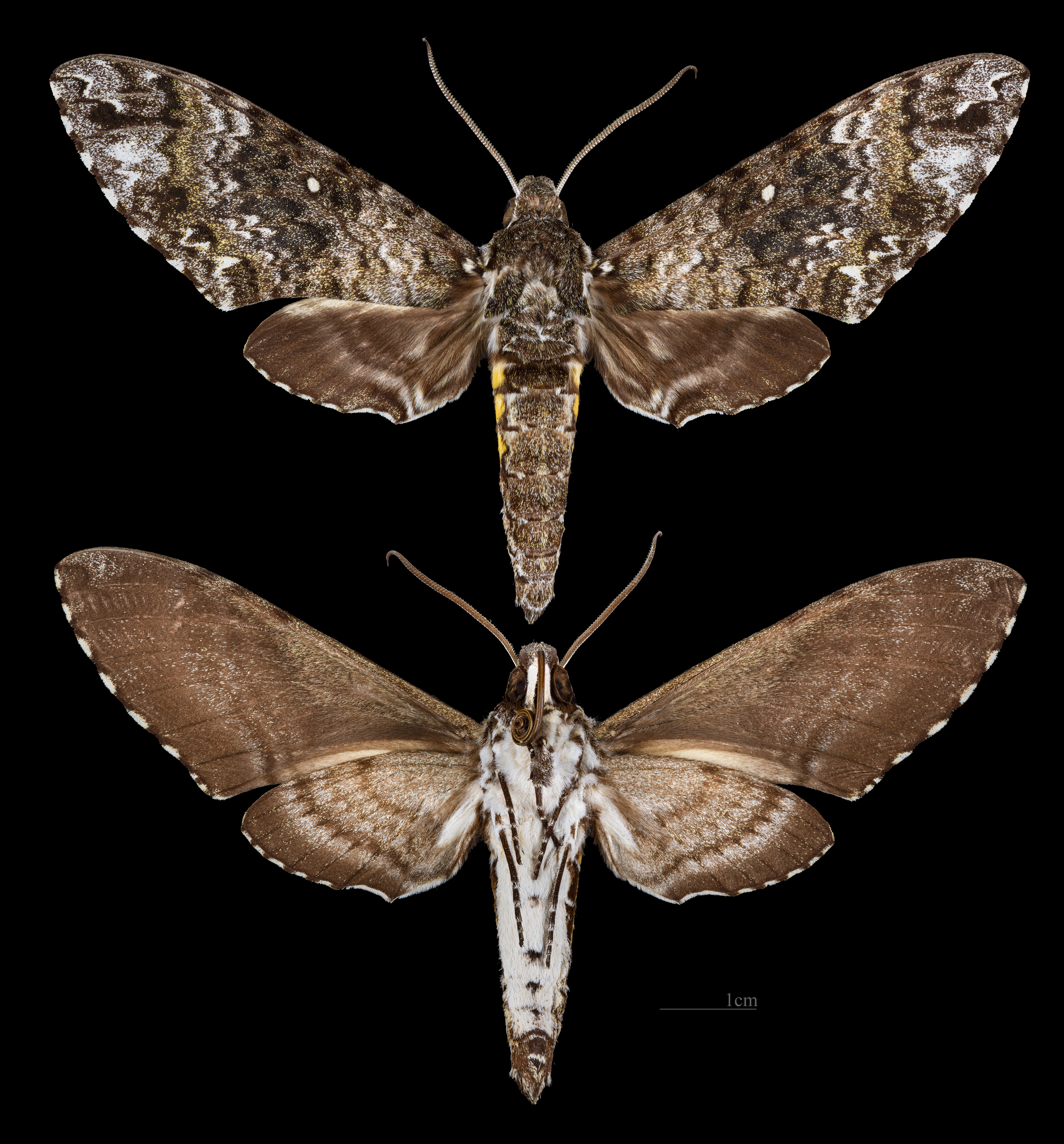
Manduca trimacula
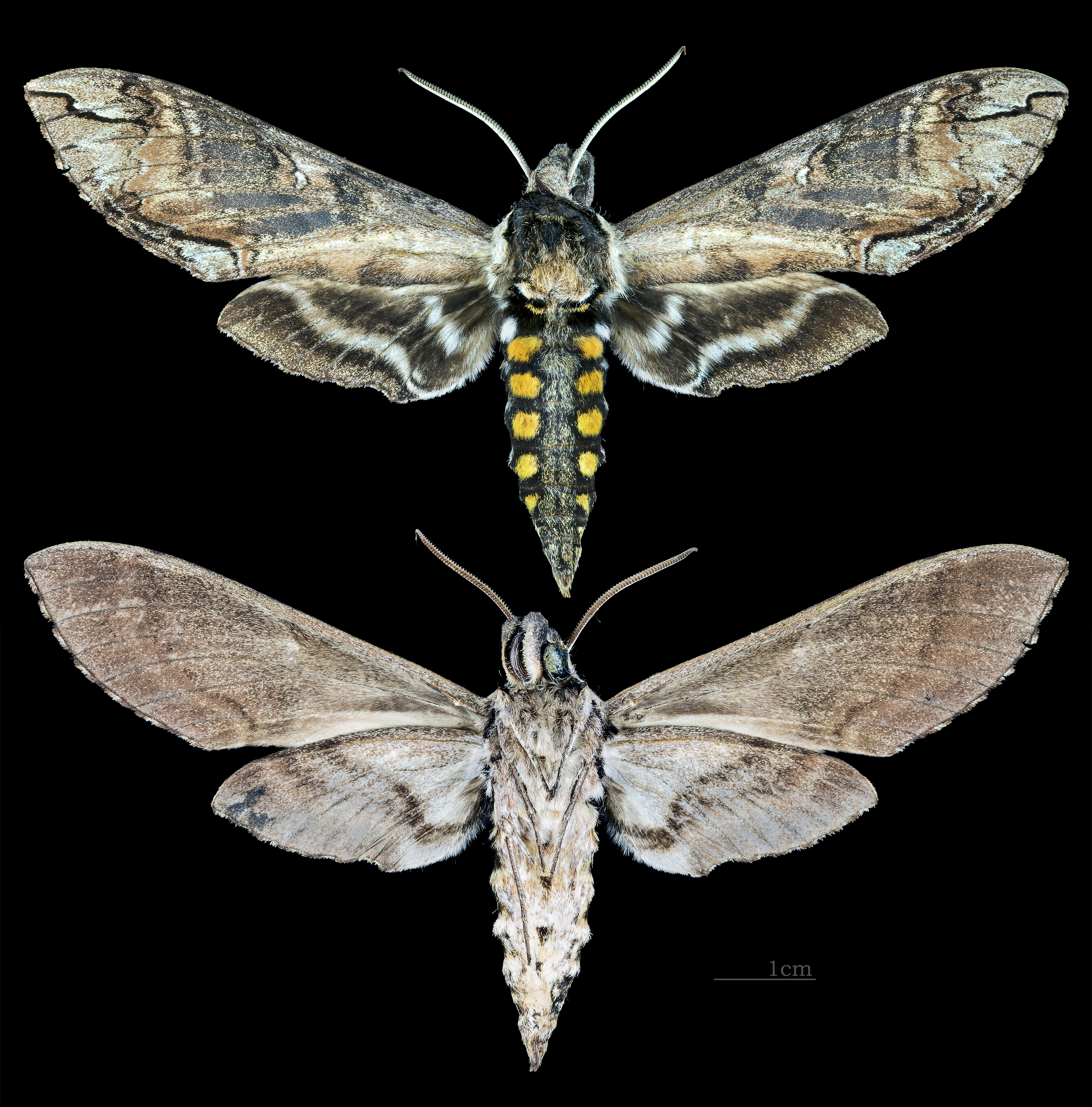
Manduca tucumana
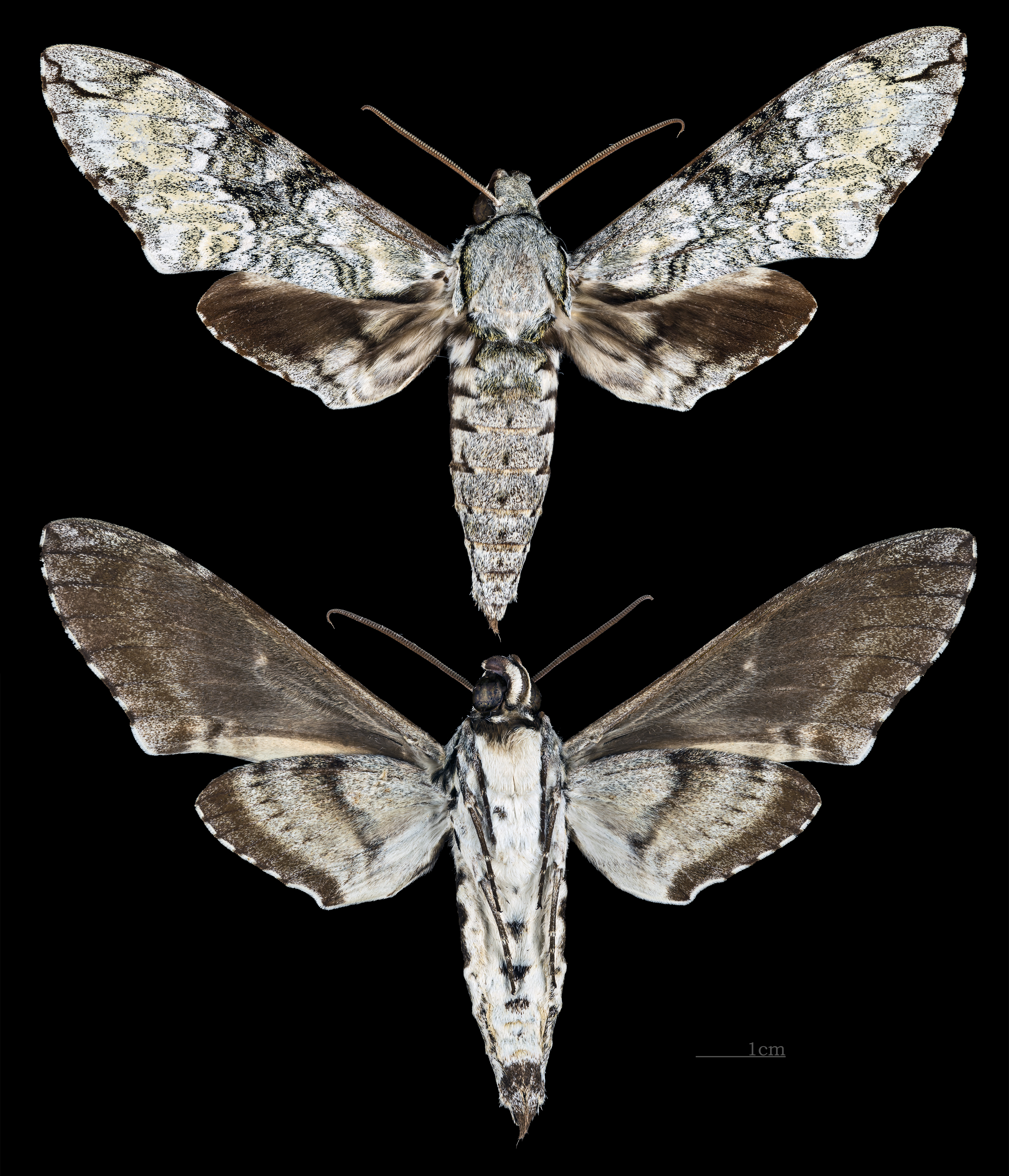
Manduca vestalis
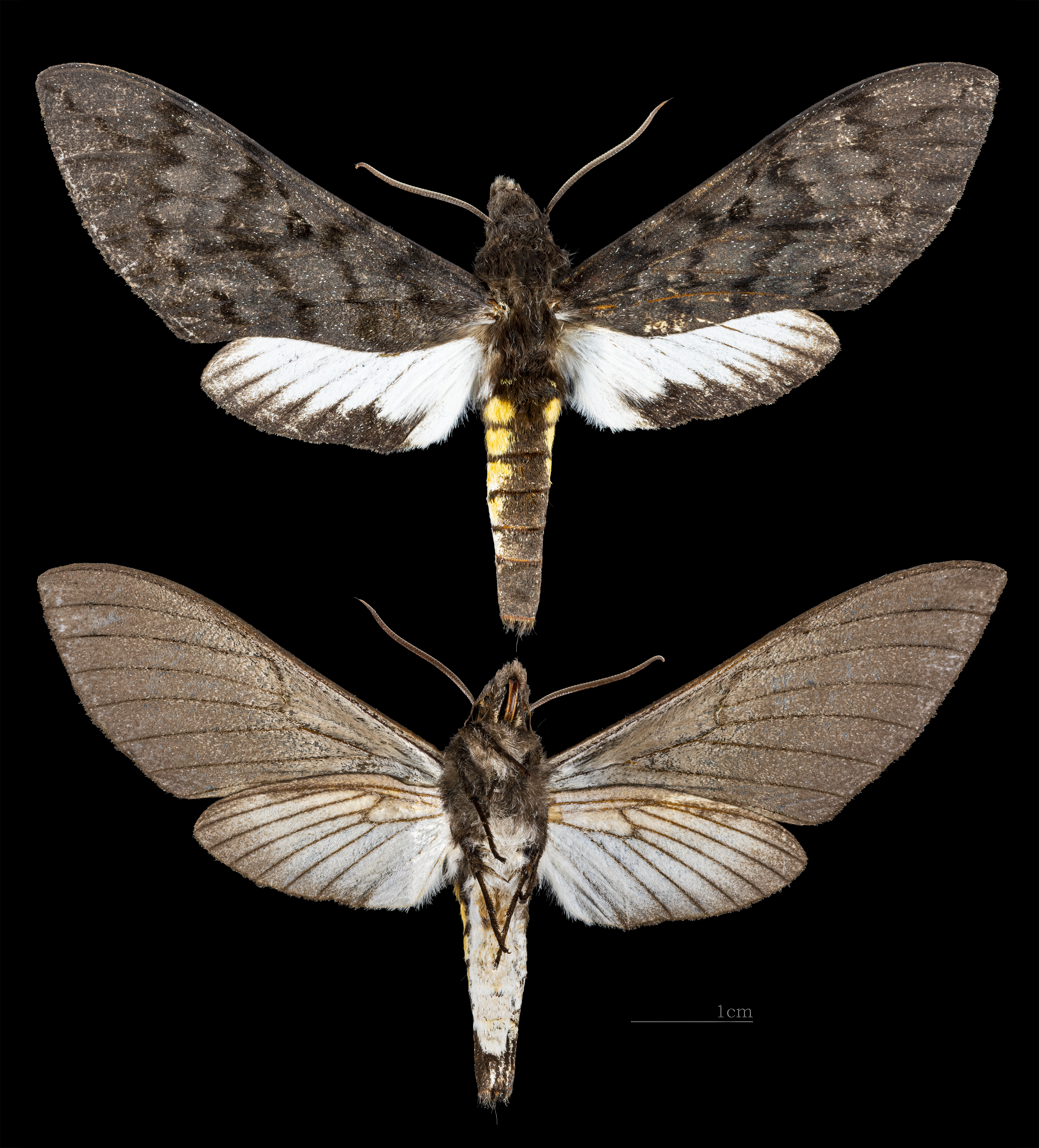
Manduca violaalba
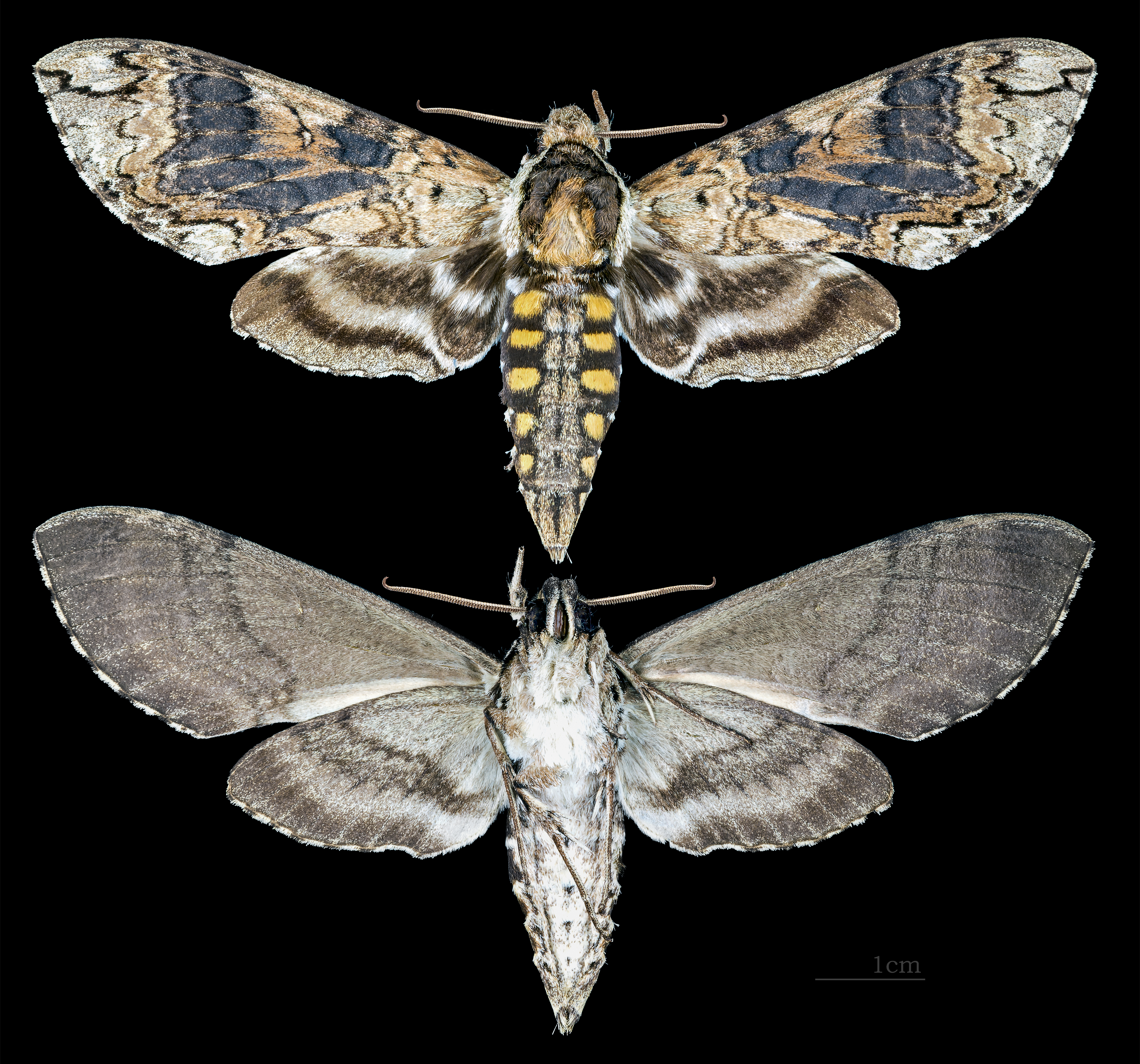
Manduca wellingi